# Понцијанијево отварање
Овај чланак користи алгебарску шаховску нотацију како би се описали шаховски потези.
Понцијанијево отварање је шаховско отварање које почиње потезима:
1. е4 е5 2. Сф3 Сц6 3. ц3

## Карактеристике
Бијели припрема пјешачки наступ, па претходно подупире д-пјешака. Слаба страна му је што запоставља развој, па црни са 3. Сф6 или 3. д5 стиже са противигром у центру.

## Историјат
Отварање је названо по Доменику Лоренцу Понцијанију (итал. Domenico Lorenzo Ponziani), италијанском шахисти, свештенику и професору права, који је ово отварање проучавао још 1769. године.

## Историја
Понцијани је једно од најстаријх познатих отварања, о коме је у шаховској литератури разговарано најкасније до 1497. Помињано је у најранијим шаховским расправама: Repetición de Amores y Arte de Ajedrez con ci Iuegos de Partido од Луцене и Гетинген манускрипти. Данас отварање носи презиме по Доменику Лоренцу Понцијанију. Иако је Поницијани анализирао отварање у 1769, његов главни допринос је био увођење 3. ф5!? Касније је отварању погодовао Ховард Стаунтон, који је у The Chess-Player's Handbook (1847) назвао " толико пуно интересовања и разноликости да је његово изостављање у многим водећим дјелима на игри заиста неприхватљиво... то заслужује, и ако не гријешимо, ипак ће заузети више мјесто у категорији легитимних отварања него што му је то досад додијељено."

## Варијанте
|   | a | b | c | d | e | f | g | h |   |
| 8 | a8 black rook · c8 black bishop · d8 black queen · e8 black king · f8 black bishop · h8 black rook · a7 black pawn · b7 black pawn · c7 black pawn · d7 black pawn · f7 black pawn · g7 black pawn · h7 black pawn · c6 black knight · d5 white pawn · e5 black pawn · e4 black knight · c3 white pawn · f3 white knight · a2 white pawn · b2 white pawn · f2 white pawn · g2 white pawn · h2 white pawn · a1 white rook · b1 white knight · c1 white bishop · d1 white queen · e1 white king · f1 white bishop · h1 white rook | a8 black rook · c8 black bishop · d8 black queen · e8 black king · f8 black bishop · h8 black rook · a7 black pawn · b7 black pawn · c7 black pawn · d7 black pawn · f7 black pawn · g7 black pawn · h7 black pawn · c6 black knight · d5 white pawn · e5 black pawn · e4 black knight · c3 white pawn · f3 white knight · a2 white pawn · b2 white pawn · f2 white pawn · g2 white pawn · h2 white pawn · a1 white rook · b1 white knight · c1 white bishop · d1 white queen · e1 white king · f1 white bishop · h1 white rook | a8 black rook · c8 black bishop · d8 black queen · e8 black king · f8 black bishop · h8 black rook · a7 black pawn · b7 black pawn · c7 black pawn · d7 black pawn · f7 black pawn · g7 black pawn · h7 black pawn · c6 black knight · d5 white pawn · e5 black pawn · e4 black knight · c3 white pawn · f3 white knight · a2 white pawn · b2 white pawn · f2 white pawn · g2 white pawn · h2 white pawn · a1 white rook · b1 white knight · c1 white bishop · d1 white queen · e1 white king · f1 white bishop · h1 white rook | a8 black rook · c8 black bishop · d8 black queen · e8 black king · f8 black bishop · h8 black rook · a7 black pawn · b7 black pawn · c7 black pawn · d7 black pawn · f7 black pawn · g7 black pawn · h7 black pawn · c6 black knight · d5 white pawn · e5 black pawn · e4 black knight · c3 white pawn · f3 white knight · a2 white pawn · b2 white pawn · f2 white pawn · g2 white pawn · h2 white pawn · a1 white rook · b1 white knight · c1 white bishop · d1 white queen · e1 white king · f1 white bishop · h1 white rook | a8 black rook · c8 black bishop · d8 black queen · e8 black king · f8 black bishop · h8 black rook · a7 black pawn · b7 black pawn · c7 black pawn · d7 black pawn · f7 black pawn · g7 black pawn · h7 black pawn · c6 black knight · d5 white pawn · e5 black pawn · e4 black knight · c3 white pawn · f3 white knight · a2 white pawn · b2 white pawn · f2 white pawn · g2 white pawn · h2 white pawn · a1 white rook · b1 white knight · c1 white bishop · d1 white queen · e1 white king · f1 white bishop · h1 white rook | a8 black rook · c8 black bishop · d8 black queen · e8 black king · f8 black bishop · h8 black rook · a7 black pawn · b7 black pawn · c7 black pawn · d7 black pawn · f7 black pawn · g7 black pawn · h7 black pawn · c6 black knight · d5 white pawn · e5 black pawn · e4 black knight · c3 white pawn · f3 white knight · a2 white pawn · b2 white pawn · f2 white pawn · g2 white pawn · h2 white pawn · a1 white rook · b1 white knight · c1 white bishop · d1 white queen · e1 white king · f1 white bishop · h1 white rook | a8 black rook · c8 black bishop · d8 black queen · e8 black king · f8 black bishop · h8 black rook · a7 black pawn · b7 black pawn · c7 black pawn · d7 black pawn · f7 black pawn · g7 black pawn · h7 black pawn · c6 black knight · d5 white pawn · e5 black pawn · e4 black knight · c3 white pawn · f3 white knight · a2 white pawn · b2 white pawn · f2 white pawn · g2 white pawn · h2 white pawn · a1 white rook · b1 white knight · c1 white bishop · d1 white queen · e1 white king · f1 white bishop · h1 white rook | a8 black rook · c8 black bishop · d8 black queen · e8 black king · f8 black bishop · h8 black rook · a7 black pawn · b7 black pawn · c7 black pawn · d7 black pawn · f7 black pawn · g7 black pawn · h7 black pawn · c6 black knight · d5 white pawn · e5 black pawn · e4 black knight · c3 white pawn · f3 white knight · a2 white pawn · b2 white pawn · f2 white pawn · g2 white pawn · h2 white pawn · a1 white rook · b1 white knight · c1 white bishop · d1 white queen · e1 white king · f1 white bishop · h1 white rook | 8 |
| 7 | a8 black rook · c8 black bishop · d8 black queen · e8 black king · f8 black bishop · h8 black rook · a7 black pawn · b7 black pawn · c7 black pawn · d7 black pawn · f7 black pawn · g7 black pawn · h7 black pawn · c6 black knight · d5 white pawn · e5 black pawn · e4 black knight · c3 white pawn · f3 white knight · a2 white pawn · b2 white pawn · f2 white pawn · g2 white pawn · h2 white pawn · a1 white rook · b1 white knight · c1 white bishop · d1 white queen · e1 white king · f1 white bishop · h1 white rook | a8 black rook · c8 black bishop · d8 black queen · e8 black king · f8 black bishop · h8 black rook · a7 black pawn · b7 black pawn · c7 black pawn · d7 black pawn · f7 black pawn · g7 black pawn · h7 black pawn · c6 black knight · d5 white pawn · e5 black pawn · e4 black knight · c3 white pawn · f3 white knight · a2 white pawn · b2 white pawn · f2 white pawn · g2 white pawn · h2 white pawn · a1 white rook · b1 white knight · c1 white bishop · d1 white queen · e1 white king · f1 white bishop · h1 white rook | a8 black rook · c8 black bishop · d8 black queen · e8 black king · f8 black bishop · h8 black rook · a7 black pawn · b7 black pawn · c7 black pawn · d7 black pawn · f7 black pawn · g7 black pawn · h7 black pawn · c6 black knight · d5 white pawn · e5 black pawn · e4 black knight · c3 white pawn · f3 white knight · a2 white pawn · b2 white pawn · f2 white pawn · g2 white pawn · h2 white pawn · a1 white rook · b1 white knight · c1 white bishop · d1 white queen · e1 white king · f1 white bishop · h1 white rook | a8 black rook · c8 black bishop · d8 black queen · e8 black king · f8 black bishop · h8 black rook · a7 black pawn · b7 black pawn · c7 black pawn · d7 black pawn · f7 black pawn · g7 black pawn · h7 black pawn · c6 black knight · d5 white pawn · e5 black pawn · e4 black knight · c3 white pawn · f3 white knight · a2 white pawn · b2 white pawn · f2 white pawn · g2 white pawn · h2 white pawn · a1 white rook · b1 white knight · c1 white bishop · d1 white queen · e1 white king · f1 white bishop · h1 white rook | a8 black rook · c8 black bishop · d8 black queen · e8 black king · f8 black bishop · h8 black rook · a7 black pawn · b7 black pawn · c7 black pawn · d7 black pawn · f7 black pawn · g7 black pawn · h7 black pawn · c6 black knight · d5 white pawn · e5 black pawn · e4 black knight · c3 white pawn · f3 white knight · a2 white pawn · b2 white pawn · f2 white pawn · g2 white pawn · h2 white pawn · a1 white rook · b1 white knight · c1 white bishop · d1 white queen · e1 white king · f1 white bishop · h1 white rook | a8 black rook · c8 black bishop · d8 black queen · e8 black king · f8 black bishop · h8 black rook · a7 black pawn · b7 black pawn · c7 black pawn · d7 black pawn · f7 black pawn · g7 black pawn · h7 black pawn · c6 black knight · d5 white pawn · e5 black pawn · e4 black knight · c3 white pawn · f3 white knight · a2 white pawn · b2 white pawn · f2 white pawn · g2 white pawn · h2 white pawn · a1 white rook · b1 white knight · c1 white bishop · d1 white queen · e1 white king · f1 white bishop · h1 white rook | a8 black rook · c8 black bishop · d8 black queen · e8 black king · f8 black bishop · h8 black rook · a7 black pawn · b7 black pawn · c7 black pawn · d7 black pawn · f7 black pawn · g7 black pawn · h7 black pawn · c6 black knight · d5 white pawn · e5 black pawn · e4 black knight · c3 white pawn · f3 white knight · a2 white pawn · b2 white pawn · f2 white pawn · g2 white pawn · h2 white pawn · a1 white rook · b1 white knight · c1 white bishop · d1 white queen · e1 white king · f1 white bishop · h1 white rook | a8 black rook · c8 black bishop · d8 black queen · e8 black king · f8 black bishop · h8 black rook · a7 black pawn · b7 black pawn · c7 black pawn · d7 black pawn · f7 black pawn · g7 black pawn · h7 black pawn · c6 black knight · d5 white pawn · e5 black pawn · e4 black knight · c3 white pawn · f3 white knight · a2 white pawn · b2 white pawn · f2 white pawn · g2 white pawn · h2 white pawn · a1 white rook · b1 white knight · c1 white bishop · d1 white queen · e1 white king · f1 white bishop · h1 white rook | 7 |
| 6 | a8 black rook · c8 black bishop · d8 black queen · e8 black king · f8 black bishop · h8 black rook · a7 black pawn · b7 black pawn · c7 black pawn · d7 black pawn · f7 black pawn · g7 black pawn · h7 black pawn · c6 black knight · d5 white pawn · e5 black pawn · e4 black knight · c3 white pawn · f3 white knight · a2 white pawn · b2 white pawn · f2 white pawn · g2 white pawn · h2 white pawn · a1 white rook · b1 white knight · c1 white bishop · d1 white queen · e1 white king · f1 white bishop · h1 white rook | a8 black rook · c8 black bishop · d8 black queen · e8 black king · f8 black bishop · h8 black rook · a7 black pawn · b7 black pawn · c7 black pawn · d7 black pawn · f7 black pawn · g7 black pawn · h7 black pawn · c6 black knight · d5 white pawn · e5 black pawn · e4 black knight · c3 white pawn · f3 white knight · a2 white pawn · b2 white pawn · f2 white pawn · g2 white pawn · h2 white pawn · a1 white rook · b1 white knight · c1 white bishop · d1 white queen · e1 white king · f1 white bishop · h1 white rook | a8 black rook · c8 black bishop · d8 black queen · e8 black king · f8 black bishop · h8 black rook · a7 black pawn · b7 black pawn · c7 black pawn · d7 black pawn · f7 black pawn · g7 black pawn · h7 black pawn · c6 black knight · d5 white pawn · e5 black pawn · e4 black knight · c3 white pawn · f3 white knight · a2 white pawn · b2 white pawn · f2 white pawn · g2 white pawn · h2 white pawn · a1 white rook · b1 white knight · c1 white bishop · d1 white queen · e1 white king · f1 white bishop · h1 white rook | a8 black rook · c8 black bishop · d8 black queen · e8 black king · f8 black bishop · h8 black rook · a7 black pawn · b7 black pawn · c7 black pawn · d7 black pawn · f7 black pawn · g7 black pawn · h7 black pawn · c6 black knight · d5 white pawn · e5 black pawn · e4 black knight · c3 white pawn · f3 white knight · a2 white pawn · b2 white pawn · f2 white pawn · g2 white pawn · h2 white pawn · a1 white rook · b1 white knight · c1 white bishop · d1 white queen · e1 white king · f1 white bishop · h1 white rook | a8 black rook · c8 black bishop · d8 black queen · e8 black king · f8 black bishop · h8 black rook · a7 black pawn · b7 black pawn · c7 black pawn · d7 black pawn · f7 black pawn · g7 black pawn · h7 black pawn · c6 black knight · d5 white pawn · e5 black pawn · e4 black knight · c3 white pawn · f3 white knight · a2 white pawn · b2 white pawn · f2 white pawn · g2 white pawn · h2 white pawn · a1 white rook · b1 white knight · c1 white bishop · d1 white queen · e1 white king · f1 white bishop · h1 white rook | a8 black rook · c8 black bishop · d8 black queen · e8 black king · f8 black bishop · h8 black rook · a7 black pawn · b7 black pawn · c7 black pawn · d7 black pawn · f7 black pawn · g7 black pawn · h7 black pawn · c6 black knight · d5 white pawn · e5 black pawn · e4 black knight · c3 white pawn · f3 white knight · a2 white pawn · b2 white pawn · f2 white pawn · g2 white pawn · h2 white pawn · a1 white rook · b1 white knight · c1 white bishop · d1 white queen · e1 white king · f1 white bishop · h1 white rook | a8 black rook · c8 black bishop · d8 black queen · e8 black king · f8 black bishop · h8 black rook · a7 black pawn · b7 black pawn · c7 black pawn · d7 black pawn · f7 black pawn · g7 black pawn · h7 black pawn · c6 black knight · d5 white pawn · e5 black pawn · e4 black knight · c3 white pawn · f3 white knight · a2 white pawn · b2 white pawn · f2 white pawn · g2 white pawn · h2 white pawn · a1 white rook · b1 white knight · c1 white bishop · d1 white queen · e1 white king · f1 white bishop · h1 white rook | a8 black rook · c8 black bishop · d8 black queen · e8 black king · f8 black bishop · h8 black rook · a7 black pawn · b7 black pawn · c7 black pawn · d7 black pawn · f7 black pawn · g7 black pawn · h7 black pawn · c6 black knight · d5 white pawn · e5 black pawn · e4 black knight · c3 white pawn · f3 white knight · a2 white pawn · b2 white pawn · f2 white pawn · g2 white pawn · h2 white pawn · a1 white rook · b1 white knight · c1 white bishop · d1 white queen · e1 white king · f1 white bishop · h1 white rook | 6 |
| 5 | a8 black rook · c8 black bishop · d8 black queen · e8 black king · f8 black bishop · h8 black rook · a7 black pawn · b7 black pawn · c7 black pawn · d7 black pawn · f7 black pawn · g7 black pawn · h7 black pawn · c6 black knight · d5 white pawn · e5 black pawn · e4 black knight · c3 white pawn · f3 white knight · a2 white pawn · b2 white pawn · f2 white pawn · g2 white pawn · h2 white pawn · a1 white rook · b1 white knight · c1 white bishop · d1 white queen · e1 white king · f1 white bishop · h1 white rook | a8 black rook · c8 black bishop · d8 black queen · e8 black king · f8 black bishop · h8 black rook · a7 black pawn · b7 black pawn · c7 black pawn · d7 black pawn · f7 black pawn · g7 black pawn · h7 black pawn · c6 black knight · d5 white pawn · e5 black pawn · e4 black knight · c3 white pawn · f3 white knight · a2 white pawn · b2 white pawn · f2 white pawn · g2 white pawn · h2 white pawn · a1 white rook · b1 white knight · c1 white bishop · d1 white queen · e1 white king · f1 white bishop · h1 white rook | a8 black rook · c8 black bishop · d8 black queen · e8 black king · f8 black bishop · h8 black rook · a7 black pawn · b7 black pawn · c7 black pawn · d7 black pawn · f7 black pawn · g7 black pawn · h7 black pawn · c6 black knight · d5 white pawn · e5 black pawn · e4 black knight · c3 white pawn · f3 white knight · a2 white pawn · b2 white pawn · f2 white pawn · g2 white pawn · h2 white pawn · a1 white rook · b1 white knight · c1 white bishop · d1 white queen · e1 white king · f1 white bishop · h1 white rook | a8 black rook · c8 black bishop · d8 black queen · e8 black king · f8 black bishop · h8 black rook · a7 black pawn · b7 black pawn · c7 black pawn · d7 black pawn · f7 black pawn · g7 black pawn · h7 black pawn · c6 black knight · d5 white pawn · e5 black pawn · e4 black knight · c3 white pawn · f3 white knight · a2 white pawn · b2 white pawn · f2 white pawn · g2 white pawn · h2 white pawn · a1 white rook · b1 white knight · c1 white bishop · d1 white queen · e1 white king · f1 white bishop · h1 white rook | a8 black rook · c8 black bishop · d8 black queen · e8 black king · f8 black bishop · h8 black rook · a7 black pawn · b7 black pawn · c7 black pawn · d7 black pawn · f7 black pawn · g7 black pawn · h7 black pawn · c6 black knight · d5 white pawn · e5 black pawn · e4 black knight · c3 white pawn · f3 white knight · a2 white pawn · b2 white pawn · f2 white pawn · g2 white pawn · h2 white pawn · a1 white rook · b1 white knight · c1 white bishop · d1 white queen · e1 white king · f1 white bishop · h1 white rook | a8 black rook · c8 black bishop · d8 black queen · e8 black king · f8 black bishop · h8 black rook · a7 black pawn · b7 black pawn · c7 black pawn · d7 black pawn · f7 black pawn · g7 black pawn · h7 black pawn · c6 black knight · d5 white pawn · e5 black pawn · e4 black knight · c3 white pawn · f3 white knight · a2 white pawn · b2 white pawn · f2 white pawn · g2 white pawn · h2 white pawn · a1 white rook · b1 white knight · c1 white bishop · d1 white queen · e1 white king · f1 white bishop · h1 white rook | a8 black rook · c8 black bishop · d8 black queen · e8 black king · f8 black bishop · h8 black rook · a7 black pawn · b7 black pawn · c7 black pawn · d7 black pawn · f7 black pawn · g7 black pawn · h7 black pawn · c6 black knight · d5 white pawn · e5 black pawn · e4 black knight · c3 white pawn · f3 white knight · a2 white pawn · b2 white pawn · f2 white pawn · g2 white pawn · h2 white pawn · a1 white rook · b1 white knight · c1 white bishop · d1 white queen · e1 white king · f1 white bishop · h1 white rook | a8 black rook · c8 black bishop · d8 black queen · e8 black king · f8 black bishop · h8 black rook · a7 black pawn · b7 black pawn · c7 black pawn · d7 black pawn · f7 black pawn · g7 black pawn · h7 black pawn · c6 black knight · d5 white pawn · e5 black pawn · e4 black knight · c3 white pawn · f3 white knight · a2 white pawn · b2 white pawn · f2 white pawn · g2 white pawn · h2 white pawn · a1 white rook · b1 white knight · c1 white bishop · d1 white queen · e1 white king · f1 white bishop · h1 white rook | 5 |
| 4 | a8 black rook · c8 black bishop · d8 black queen · e8 black king · f8 black bishop · h8 black rook · a7 black pawn · b7 black pawn · c7 black pawn · d7 black pawn · f7 black pawn · g7 black pawn · h7 black pawn · c6 black knight · d5 white pawn · e5 black pawn · e4 black knight · c3 white pawn · f3 white knight · a2 white pawn · b2 white pawn · f2 white pawn · g2 white pawn · h2 white pawn · a1 white rook · b1 white knight · c1 white bishop · d1 white queen · e1 white king · f1 white bishop · h1 white rook | a8 black rook · c8 black bishop · d8 black queen · e8 black king · f8 black bishop · h8 black rook · a7 black pawn · b7 black pawn · c7 black pawn · d7 black pawn · f7 black pawn · g7 black pawn · h7 black pawn · c6 black knight · d5 white pawn · e5 black pawn · e4 black knight · c3 white pawn · f3 white knight · a2 white pawn · b2 white pawn · f2 white pawn · g2 white pawn · h2 white pawn · a1 white rook · b1 white knight · c1 white bishop · d1 white queen · e1 white king · f1 white bishop · h1 white rook | a8 black rook · c8 black bishop · d8 black queen · e8 black king · f8 black bishop · h8 black rook · a7 black pawn · b7 black pawn · c7 black pawn · d7 black pawn · f7 black pawn · g7 black pawn · h7 black pawn · c6 black knight · d5 white pawn · e5 black pawn · e4 black knight · c3 white pawn · f3 white knight · a2 white pawn · b2 white pawn · f2 white pawn · g2 white pawn · h2 white pawn · a1 white rook · b1 white knight · c1 white bishop · d1 white queen · e1 white king · f1 white bishop · h1 white rook | a8 black rook · c8 black bishop · d8 black queen · e8 black king · f8 black bishop · h8 black rook · a7 black pawn · b7 black pawn · c7 black pawn · d7 black pawn · f7 black pawn · g7 black pawn · h7 black pawn · c6 black knight · d5 white pawn · e5 black pawn · e4 black knight · c3 white pawn · f3 white knight · a2 white pawn · b2 white pawn · f2 white pawn · g2 white pawn · h2 white pawn · a1 white rook · b1 white knight · c1 white bishop · d1 white queen · e1 white king · f1 white bishop · h1 white rook | a8 black rook · c8 black bishop · d8 black queen · e8 black king · f8 black bishop · h8 black rook · a7 black pawn · b7 black pawn · c7 black pawn · d7 black pawn · f7 black pawn · g7 black pawn · h7 black pawn · c6 black knight · d5 white pawn · e5 black pawn · e4 black knight · c3 white pawn · f3 white knight · a2 white pawn · b2 white pawn · f2 white pawn · g2 white pawn · h2 white pawn · a1 white rook · b1 white knight · c1 white bishop · d1 white queen · e1 white king · f1 white bishop · h1 white rook | a8 black rook · c8 black bishop · d8 black queen · e8 black king · f8 black bishop · h8 black rook · a7 black pawn · b7 black pawn · c7 black pawn · d7 black pawn · f7 black pawn · g7 black pawn · h7 black pawn · c6 black knight · d5 white pawn · e5 black pawn · e4 black knight · c3 white pawn · f3 white knight · a2 white pawn · b2 white pawn · f2 white pawn · g2 white pawn · h2 white pawn · a1 white rook · b1 white knight · c1 white bishop · d1 white queen · e1 white king · f1 white bishop · h1 white rook | a8 black rook · c8 black bishop · d8 black queen · e8 black king · f8 black bishop · h8 black rook · a7 black pawn · b7 black pawn · c7 black pawn · d7 black pawn · f7 black pawn · g7 black pawn · h7 black pawn · c6 black knight · d5 white pawn · e5 black pawn · e4 black knight · c3 white pawn · f3 white knight · a2 white pawn · b2 white pawn · f2 white pawn · g2 white pawn · h2 white pawn · a1 white rook · b1 white knight · c1 white bishop · d1 white queen · e1 white king · f1 white bishop · h1 white rook | a8 black rook · c8 black bishop · d8 black queen · e8 black king · f8 black bishop · h8 black rook · a7 black pawn · b7 black pawn · c7 black pawn · d7 black pawn · f7 black pawn · g7 black pawn · h7 black pawn · c6 black knight · d5 white pawn · e5 black pawn · e4 black knight · c3 white pawn · f3 white knight · a2 white pawn · b2 white pawn · f2 white pawn · g2 white pawn · h2 white pawn · a1 white rook · b1 white knight · c1 white bishop · d1 white queen · e1 white king · f1 white bishop · h1 white rook | 4 |
| 3 | a8 black rook · c8 black bishop · d8 black queen · e8 black king · f8 black bishop · h8 black rook · a7 black pawn · b7 black pawn · c7 black pawn · d7 black pawn · f7 black pawn · g7 black pawn · h7 black pawn · c6 black knight · d5 white pawn · e5 black pawn · e4 black knight · c3 white pawn · f3 white knight · a2 white pawn · b2 white pawn · f2 white pawn · g2 white pawn · h2 white pawn · a1 white rook · b1 white knight · c1 white bishop · d1 white queen · e1 white king · f1 white bishop · h1 white rook | a8 black rook · c8 black bishop · d8 black queen · e8 black king · f8 black bishop · h8 black rook · a7 black pawn · b7 black pawn · c7 black pawn · d7 black pawn · f7 black pawn · g7 black pawn · h7 black pawn · c6 black knight · d5 white pawn · e5 black pawn · e4 black knight · c3 white pawn · f3 white knight · a2 white pawn · b2 white pawn · f2 white pawn · g2 white pawn · h2 white pawn · a1 white rook · b1 white knight · c1 white bishop · d1 white queen · e1 white king · f1 white bishop · h1 white rook | a8 black rook · c8 black bishop · d8 black queen · e8 black king · f8 black bishop · h8 black rook · a7 black pawn · b7 black pawn · c7 black pawn · d7 black pawn · f7 black pawn · g7 black pawn · h7 black pawn · c6 black knight · d5 white pawn · e5 black pawn · e4 black knight · c3 white pawn · f3 white knight · a2 white pawn · b2 white pawn · f2 white pawn · g2 white pawn · h2 white pawn · a1 white rook · b1 white knight · c1 white bishop · d1 white queen · e1 white king · f1 white bishop · h1 white rook | a8 black rook · c8 black bishop · d8 black queen · e8 black king · f8 black bishop · h8 black rook · a7 black pawn · b7 black pawn · c7 black pawn · d7 black pawn · f7 black pawn · g7 black pawn · h7 black pawn · c6 black knight · d5 white pawn · e5 black pawn · e4 black knight · c3 white pawn · f3 white knight · a2 white pawn · b2 white pawn · f2 white pawn · g2 white pawn · h2 white pawn · a1 white rook · b1 white knight · c1 white bishop · d1 white queen · e1 white king · f1 white bishop · h1 white rook | a8 black rook · c8 black bishop · d8 black queen · e8 black king · f8 black bishop · h8 black rook · a7 black pawn · b7 black pawn · c7 black pawn · d7 black pawn · f7 black pawn · g7 black pawn · h7 black pawn · c6 black knight · d5 white pawn · e5 black pawn · e4 black knight · c3 white pawn · f3 white knight · a2 white pawn · b2 white pawn · f2 white pawn · g2 white pawn · h2 white pawn · a1 white rook · b1 white knight · c1 white bishop · d1 white queen · e1 white king · f1 white bishop · h1 white rook | a8 black rook · c8 black bishop · d8 black queen · e8 black king · f8 black bishop · h8 black rook · a7 black pawn · b7 black pawn · c7 black pawn · d7 black pawn · f7 black pawn · g7 black pawn · h7 black pawn · c6 black knight · d5 white pawn · e5 black pawn · e4 black knight · c3 white pawn · f3 white knight · a2 white pawn · b2 white pawn · f2 white pawn · g2 white pawn · h2 white pawn · a1 white rook · b1 white knight · c1 white bishop · d1 white queen · e1 white king · f1 white bishop · h1 white rook | a8 black rook · c8 black bishop · d8 black queen · e8 black king · f8 black bishop · h8 black rook · a7 black pawn · b7 black pawn · c7 black pawn · d7 black pawn · f7 black pawn · g7 black pawn · h7 black pawn · c6 black knight · d5 white pawn · e5 black pawn · e4 black knight · c3 white pawn · f3 white knight · a2 white pawn · b2 white pawn · f2 white pawn · g2 white pawn · h2 white pawn · a1 white rook · b1 white knight · c1 white bishop · d1 white queen · e1 white king · f1 white bishop · h1 white rook | a8 black rook · c8 black bishop · d8 black queen · e8 black king · f8 black bishop · h8 black rook · a7 black pawn · b7 black pawn · c7 black pawn · d7 black pawn · f7 black pawn · g7 black pawn · h7 black pawn · c6 black knight · d5 white pawn · e5 black pawn · e4 black knight · c3 white pawn · f3 white knight · a2 white pawn · b2 white pawn · f2 white pawn · g2 white pawn · h2 white pawn · a1 white rook · b1 white knight · c1 white bishop · d1 white queen · e1 white king · f1 white bishop · h1 white rook | 3 |
| 2 | a8 black rook · c8 black bishop · d8 black queen · e8 black king · f8 black bishop · h8 black rook · a7 black pawn · b7 black pawn · c7 black pawn · d7 black pawn · f7 black pawn · g7 black pawn · h7 black pawn · c6 black knight · d5 white pawn · e5 black pawn · e4 black knight · c3 white pawn · f3 white knight · a2 white pawn · b2 white pawn · f2 white pawn · g2 white pawn · h2 white pawn · a1 white rook · b1 white knight · c1 white bishop · d1 white queen · e1 white king · f1 white bishop · h1 white rook | a8 black rook · c8 black bishop · d8 black queen · e8 black king · f8 black bishop · h8 black rook · a7 black pawn · b7 black pawn · c7 black pawn · d7 black pawn · f7 black pawn · g7 black pawn · h7 black pawn · c6 black knight · d5 white pawn · e5 black pawn · e4 black knight · c3 white pawn · f3 white knight · a2 white pawn · b2 white pawn · f2 white pawn · g2 white pawn · h2 white pawn · a1 white rook · b1 white knight · c1 white bishop · d1 white queen · e1 white king · f1 white bishop · h1 white rook | a8 black rook · c8 black bishop · d8 black queen · e8 black king · f8 black bishop · h8 black rook · a7 black pawn · b7 black pawn · c7 black pawn · d7 black pawn · f7 black pawn · g7 black pawn · h7 black pawn · c6 black knight · d5 white pawn · e5 black pawn · e4 black knight · c3 white pawn · f3 white knight · a2 white pawn · b2 white pawn · f2 white pawn · g2 white pawn · h2 white pawn · a1 white rook · b1 white knight · c1 white bishop · d1 white queen · e1 white king · f1 white bishop · h1 white rook | a8 black rook · c8 black bishop · d8 black queen · e8 black king · f8 black bishop · h8 black rook · a7 black pawn · b7 black pawn · c7 black pawn · d7 black pawn · f7 black pawn · g7 black pawn · h7 black pawn · c6 black knight · d5 white pawn · e5 black pawn · e4 black knight · c3 white pawn · f3 white knight · a2 white pawn · b2 white pawn · f2 white pawn · g2 white pawn · h2 white pawn · a1 white rook · b1 white knight · c1 white bishop · d1 white queen · e1 white king · f1 white bishop · h1 white rook | a8 black rook · c8 black bishop · d8 black queen · e8 black king · f8 black bishop · h8 black rook · a7 black pawn · b7 black pawn · c7 black pawn · d7 black pawn · f7 black pawn · g7 black pawn · h7 black pawn · c6 black knight · d5 white pawn · e5 black pawn · e4 black knight · c3 white pawn · f3 white knight · a2 white pawn · b2 white pawn · f2 white pawn · g2 white pawn · h2 white pawn · a1 white rook · b1 white knight · c1 white bishop · d1 white queen · e1 white king · f1 white bishop · h1 white rook | a8 black rook · c8 black bishop · d8 black queen · e8 black king · f8 black bishop · h8 black rook · a7 black pawn · b7 black pawn · c7 black pawn · d7 black pawn · f7 black pawn · g7 black pawn · h7 black pawn · c6 black knight · d5 white pawn · e5 black pawn · e4 black knight · c3 white pawn · f3 white knight · a2 white pawn · b2 white pawn · f2 white pawn · g2 white pawn · h2 white pawn · a1 white rook · b1 white knight · c1 white bishop · d1 white queen · e1 white king · f1 white bishop · h1 white rook | a8 black rook · c8 black bishop · d8 black queen · e8 black king · f8 black bishop · h8 black rook · a7 black pawn · b7 black pawn · c7 black pawn · d7 black pawn · f7 black pawn · g7 black pawn · h7 black pawn · c6 black knight · d5 white pawn · e5 black pawn · e4 black knight · c3 white pawn · f3 white knight · a2 white pawn · b2 white pawn · f2 white pawn · g2 white pawn · h2 white pawn · a1 white rook · b1 white knight · c1 white bishop · d1 white queen · e1 white king · f1 white bishop · h1 white rook | a8 black rook · c8 black bishop · d8 black queen · e8 black king · f8 black bishop · h8 black rook · a7 black pawn · b7 black pawn · c7 black pawn · d7 black pawn · f7 black pawn · g7 black pawn · h7 black pawn · c6 black knight · d5 white pawn · e5 black pawn · e4 black knight · c3 white pawn · f3 white knight · a2 white pawn · b2 white pawn · f2 white pawn · g2 white pawn · h2 white pawn · a1 white rook · b1 white knight · c1 white bishop · d1 white queen · e1 white king · f1 white bishop · h1 white rook | 2 |
| 1 | a8 black rook · c8 black bishop · d8 black queen · e8 black king · f8 black bishop · h8 black rook · a7 black pawn · b7 black pawn · c7 black pawn · d7 black pawn · f7 black pawn · g7 black pawn · h7 black pawn · c6 black knight · d5 white pawn · e5 black pawn · e4 black knight · c3 white pawn · f3 white knight · a2 white pawn · b2 white pawn · f2 white pawn · g2 white pawn · h2 white pawn · a1 white rook · b1 white knight · c1 white bishop · d1 white queen · e1 white king · f1 white bishop · h1 white rook | a8 black rook · c8 black bishop · d8 black queen · e8 black king · f8 black bishop · h8 black rook · a7 black pawn · b7 black pawn · c7 black pawn · d7 black pawn · f7 black pawn · g7 black pawn · h7 black pawn · c6 black knight · d5 white pawn · e5 black pawn · e4 black knight · c3 white pawn · f3 white knight · a2 white pawn · b2 white pawn · f2 white pawn · g2 white pawn · h2 white pawn · a1 white rook · b1 white knight · c1 white bishop · d1 white queen · e1 white king · f1 white bishop · h1 white rook | a8 black rook · c8 black bishop · d8 black queen · e8 black king · f8 black bishop · h8 black rook · a7 black pawn · b7 black pawn · c7 black pawn · d7 black pawn · f7 black pawn · g7 black pawn · h7 black pawn · c6 black knight · d5 white pawn · e5 black pawn · e4 black knight · c3 white pawn · f3 white knight · a2 white pawn · b2 white pawn · f2 white pawn · g2 white pawn · h2 white pawn · a1 white rook · b1 white knight · c1 white bishop · d1 white queen · e1 white king · f1 white bishop · h1 white rook | a8 black rook · c8 black bishop · d8 black queen · e8 black king · f8 black bishop · h8 black rook · a7 black pawn · b7 black pawn · c7 black pawn · d7 black pawn · f7 black pawn · g7 black pawn · h7 black pawn · c6 black knight · d5 white pawn · e5 black pawn · e4 black knight · c3 white pawn · f3 white knight · a2 white pawn · b2 white pawn · f2 white pawn · g2 white pawn · h2 white pawn · a1 white rook · b1 white knight · c1 white bishop · d1 white queen · e1 white king · f1 white bishop · h1 white rook | a8 black rook · c8 black bishop · d8 black queen · e8 black king · f8 black bishop · h8 black rook · a7 black pawn · b7 black pawn · c7 black pawn · d7 black pawn · f7 black pawn · g7 black pawn · h7 black pawn · c6 black knight · d5 white pawn · e5 black pawn · e4 black knight · c3 white pawn · f3 white knight · a2 white pawn · b2 white pawn · f2 white pawn · g2 white pawn · h2 white pawn · a1 white rook · b1 white knight · c1 white bishop · d1 white queen · e1 white king · f1 white bishop · h1 white rook | a8 black rook · c8 black bishop · d8 black queen · e8 black king · f8 black bishop · h8 black rook · a7 black pawn · b7 black pawn · c7 black pawn · d7 black pawn · f7 black pawn · g7 black pawn · h7 black pawn · c6 black knight · d5 white pawn · e5 black pawn · e4 black knight · c3 white pawn · f3 white knight · a2 white pawn · b2 white pawn · f2 white pawn · g2 white pawn · h2 white pawn · a1 white rook · b1 white knight · c1 white bishop · d1 white queen · e1 white king · f1 white bishop · h1 white rook | a8 black rook · c8 black bishop · d8 black queen · e8 black king · f8 black bishop · h8 black rook · a7 black pawn · b7 black pawn · c7 black pawn · d7 black pawn · f7 black pawn · g7 black pawn · h7 black pawn · c6 black knight · d5 white pawn · e5 black pawn · e4 black knight · c3 white pawn · f3 white knight · a2 white pawn · b2 white pawn · f2 white pawn · g2 white pawn · h2 white pawn · a1 white rook · b1 white knight · c1 white bishop · d1 white queen · e1 white king · f1 white bishop · h1 white rook | a8 black rook · c8 black bishop · d8 black queen · e8 black king · f8 black bishop · h8 black rook · a7 black pawn · b7 black pawn · c7 black pawn · d7 black pawn · f7 black pawn · g7 black pawn · h7 black pawn · c6 black knight · d5 white pawn · e5 black pawn · e4 black knight · c3 white pawn · f3 white knight · a2 white pawn · b2 white pawn · f2 white pawn · g2 white pawn · h2 white pawn · a1 white rook · b1 white knight · c1 white bishop · d1 white queen · e1 white king · f1 white bishop · h1 white rook | 1 |
|   | a | b | c | d | e | f | g | h |   |

|   | a | b | c | d | e | f | g | h |   |
| 8 | a8 black rook · c8 black bishop · d8 black queen · e8 black king · f8 black bishop · h8 black rook · a7 black pawn · b7 black pawn · c7 black pawn · f7 black pawn · g7 black pawn · h7 black pawn · c6 black knight · f6 black knight · d5 black pawn · e5 white knight · a4 white queen · e4 white pawn · c3 white pawn · a2 white pawn · b2 white pawn · d2 white pawn · f2 white pawn · g2 white pawn · h2 white pawn · a1 white rook · b1 white knight · c1 white bishop · e1 white king · f1 white bishop · h1 white rook | a8 black rook · c8 black bishop · d8 black queen · e8 black king · f8 black bishop · h8 black rook · a7 black pawn · b7 black pawn · c7 black pawn · f7 black pawn · g7 black pawn · h7 black pawn · c6 black knight · f6 black knight · d5 black pawn · e5 white knight · a4 white queen · e4 white pawn · c3 white pawn · a2 white pawn · b2 white pawn · d2 white pawn · f2 white pawn · g2 white pawn · h2 white pawn · a1 white rook · b1 white knight · c1 white bishop · e1 white king · f1 white bishop · h1 white rook | a8 black rook · c8 black bishop · d8 black queen · e8 black king · f8 black bishop · h8 black rook · a7 black pawn · b7 black pawn · c7 black pawn · f7 black pawn · g7 black pawn · h7 black pawn · c6 black knight · f6 black knight · d5 black pawn · e5 white knight · a4 white queen · e4 white pawn · c3 white pawn · a2 white pawn · b2 white pawn · d2 white pawn · f2 white pawn · g2 white pawn · h2 white pawn · a1 white rook · b1 white knight · c1 white bishop · e1 white king · f1 white bishop · h1 white rook | a8 black rook · c8 black bishop · d8 black queen · e8 black king · f8 black bishop · h8 black rook · a7 black pawn · b7 black pawn · c7 black pawn · f7 black pawn · g7 black pawn · h7 black pawn · c6 black knight · f6 black knight · d5 black pawn · e5 white knight · a4 white queen · e4 white pawn · c3 white pawn · a2 white pawn · b2 white pawn · d2 white pawn · f2 white pawn · g2 white pawn · h2 white pawn · a1 white rook · b1 white knight · c1 white bishop · e1 white king · f1 white bishop · h1 white rook | a8 black rook · c8 black bishop · d8 black queen · e8 black king · f8 black bishop · h8 black rook · a7 black pawn · b7 black pawn · c7 black pawn · f7 black pawn · g7 black pawn · h7 black pawn · c6 black knight · f6 black knight · d5 black pawn · e5 white knight · a4 white queen · e4 white pawn · c3 white pawn · a2 white pawn · b2 white pawn · d2 white pawn · f2 white pawn · g2 white pawn · h2 white pawn · a1 white rook · b1 white knight · c1 white bishop · e1 white king · f1 white bishop · h1 white rook | a8 black rook · c8 black bishop · d8 black queen · e8 black king · f8 black bishop · h8 black rook · a7 black pawn · b7 black pawn · c7 black pawn · f7 black pawn · g7 black pawn · h7 black pawn · c6 black knight · f6 black knight · d5 black pawn · e5 white knight · a4 white queen · e4 white pawn · c3 white pawn · a2 white pawn · b2 white pawn · d2 white pawn · f2 white pawn · g2 white pawn · h2 white pawn · a1 white rook · b1 white knight · c1 white bishop · e1 white king · f1 white bishop · h1 white rook | a8 black rook · c8 black bishop · d8 black queen · e8 black king · f8 black bishop · h8 black rook · a7 black pawn · b7 black pawn · c7 black pawn · f7 black pawn · g7 black pawn · h7 black pawn · c6 black knight · f6 black knight · d5 black pawn · e5 white knight · a4 white queen · e4 white pawn · c3 white pawn · a2 white pawn · b2 white pawn · d2 white pawn · f2 white pawn · g2 white pawn · h2 white pawn · a1 white rook · b1 white knight · c1 white bishop · e1 white king · f1 white bishop · h1 white rook | a8 black rook · c8 black bishop · d8 black queen · e8 black king · f8 black bishop · h8 black rook · a7 black pawn · b7 black pawn · c7 black pawn · f7 black pawn · g7 black pawn · h7 black pawn · c6 black knight · f6 black knight · d5 black pawn · e5 white knight · a4 white queen · e4 white pawn · c3 white pawn · a2 white pawn · b2 white pawn · d2 white pawn · f2 white pawn · g2 white pawn · h2 white pawn · a1 white rook · b1 white knight · c1 white bishop · e1 white king · f1 white bishop · h1 white rook | 8 |
| 7 | a8 black rook · c8 black bishop · d8 black queen · e8 black king · f8 black bishop · h8 black rook · a7 black pawn · b7 black pawn · c7 black pawn · f7 black pawn · g7 black pawn · h7 black pawn · c6 black knight · f6 black knight · d5 black pawn · e5 white knight · a4 white queen · e4 white pawn · c3 white pawn · a2 white pawn · b2 white pawn · d2 white pawn · f2 white pawn · g2 white pawn · h2 white pawn · a1 white rook · b1 white knight · c1 white bishop · e1 white king · f1 white bishop · h1 white rook | a8 black rook · c8 black bishop · d8 black queen · e8 black king · f8 black bishop · h8 black rook · a7 black pawn · b7 black pawn · c7 black pawn · f7 black pawn · g7 black pawn · h7 black pawn · c6 black knight · f6 black knight · d5 black pawn · e5 white knight · a4 white queen · e4 white pawn · c3 white pawn · a2 white pawn · b2 white pawn · d2 white pawn · f2 white pawn · g2 white pawn · h2 white pawn · a1 white rook · b1 white knight · c1 white bishop · e1 white king · f1 white bishop · h1 white rook | a8 black rook · c8 black bishop · d8 black queen · e8 black king · f8 black bishop · h8 black rook · a7 black pawn · b7 black pawn · c7 black pawn · f7 black pawn · g7 black pawn · h7 black pawn · c6 black knight · f6 black knight · d5 black pawn · e5 white knight · a4 white queen · e4 white pawn · c3 white pawn · a2 white pawn · b2 white pawn · d2 white pawn · f2 white pawn · g2 white pawn · h2 white pawn · a1 white rook · b1 white knight · c1 white bishop · e1 white king · f1 white bishop · h1 white rook | a8 black rook · c8 black bishop · d8 black queen · e8 black king · f8 black bishop · h8 black rook · a7 black pawn · b7 black pawn · c7 black pawn · f7 black pawn · g7 black pawn · h7 black pawn · c6 black knight · f6 black knight · d5 black pawn · e5 white knight · a4 white queen · e4 white pawn · c3 white pawn · a2 white pawn · b2 white pawn · d2 white pawn · f2 white pawn · g2 white pawn · h2 white pawn · a1 white rook · b1 white knight · c1 white bishop · e1 white king · f1 white bishop · h1 white rook | a8 black rook · c8 black bishop · d8 black queen · e8 black king · f8 black bishop · h8 black rook · a7 black pawn · b7 black pawn · c7 black pawn · f7 black pawn · g7 black pawn · h7 black pawn · c6 black knight · f6 black knight · d5 black pawn · e5 white knight · a4 white queen · e4 white pawn · c3 white pawn · a2 white pawn · b2 white pawn · d2 white pawn · f2 white pawn · g2 white pawn · h2 white pawn · a1 white rook · b1 white knight · c1 white bishop · e1 white king · f1 white bishop · h1 white rook | a8 black rook · c8 black bishop · d8 black queen · e8 black king · f8 black bishop · h8 black rook · a7 black pawn · b7 black pawn · c7 black pawn · f7 black pawn · g7 black pawn · h7 black pawn · c6 black knight · f6 black knight · d5 black pawn · e5 white knight · a4 white queen · e4 white pawn · c3 white pawn · a2 white pawn · b2 white pawn · d2 white pawn · f2 white pawn · g2 white pawn · h2 white pawn · a1 white rook · b1 white knight · c1 white bishop · e1 white king · f1 white bishop · h1 white rook | a8 black rook · c8 black bishop · d8 black queen · e8 black king · f8 black bishop · h8 black rook · a7 black pawn · b7 black pawn · c7 black pawn · f7 black pawn · g7 black pawn · h7 black pawn · c6 black knight · f6 black knight · d5 black pawn · e5 white knight · a4 white queen · e4 white pawn · c3 white pawn · a2 white pawn · b2 white pawn · d2 white pawn · f2 white pawn · g2 white pawn · h2 white pawn · a1 white rook · b1 white knight · c1 white bishop · e1 white king · f1 white bishop · h1 white rook | a8 black rook · c8 black bishop · d8 black queen · e8 black king · f8 black bishop · h8 black rook · a7 black pawn · b7 black pawn · c7 black pawn · f7 black pawn · g7 black pawn · h7 black pawn · c6 black knight · f6 black knight · d5 black pawn · e5 white knight · a4 white queen · e4 white pawn · c3 white pawn · a2 white pawn · b2 white pawn · d2 white pawn · f2 white pawn · g2 white pawn · h2 white pawn · a1 white rook · b1 white knight · c1 white bishop · e1 white king · f1 white bishop · h1 white rook | 7 |
| 6 | a8 black rook · c8 black bishop · d8 black queen · e8 black king · f8 black bishop · h8 black rook · a7 black pawn · b7 black pawn · c7 black pawn · f7 black pawn · g7 black pawn · h7 black pawn · c6 black knight · f6 black knight · d5 black pawn · e5 white knight · a4 white queen · e4 white pawn · c3 white pawn · a2 white pawn · b2 white pawn · d2 white pawn · f2 white pawn · g2 white pawn · h2 white pawn · a1 white rook · b1 white knight · c1 white bishop · e1 white king · f1 white bishop · h1 white rook | a8 black rook · c8 black bishop · d8 black queen · e8 black king · f8 black bishop · h8 black rook · a7 black pawn · b7 black pawn · c7 black pawn · f7 black pawn · g7 black pawn · h7 black pawn · c6 black knight · f6 black knight · d5 black pawn · e5 white knight · a4 white queen · e4 white pawn · c3 white pawn · a2 white pawn · b2 white pawn · d2 white pawn · f2 white pawn · g2 white pawn · h2 white pawn · a1 white rook · b1 white knight · c1 white bishop · e1 white king · f1 white bishop · h1 white rook | a8 black rook · c8 black bishop · d8 black queen · e8 black king · f8 black bishop · h8 black rook · a7 black pawn · b7 black pawn · c7 black pawn · f7 black pawn · g7 black pawn · h7 black pawn · c6 black knight · f6 black knight · d5 black pawn · e5 white knight · a4 white queen · e4 white pawn · c3 white pawn · a2 white pawn · b2 white pawn · d2 white pawn · f2 white pawn · g2 white pawn · h2 white pawn · a1 white rook · b1 white knight · c1 white bishop · e1 white king · f1 white bishop · h1 white rook | a8 black rook · c8 black bishop · d8 black queen · e8 black king · f8 black bishop · h8 black rook · a7 black pawn · b7 black pawn · c7 black pawn · f7 black pawn · g7 black pawn · h7 black pawn · c6 black knight · f6 black knight · d5 black pawn · e5 white knight · a4 white queen · e4 white pawn · c3 white pawn · a2 white pawn · b2 white pawn · d2 white pawn · f2 white pawn · g2 white pawn · h2 white pawn · a1 white rook · b1 white knight · c1 white bishop · e1 white king · f1 white bishop · h1 white rook | a8 black rook · c8 black bishop · d8 black queen · e8 black king · f8 black bishop · h8 black rook · a7 black pawn · b7 black pawn · c7 black pawn · f7 black pawn · g7 black pawn · h7 black pawn · c6 black knight · f6 black knight · d5 black pawn · e5 white knight · a4 white queen · e4 white pawn · c3 white pawn · a2 white pawn · b2 white pawn · d2 white pawn · f2 white pawn · g2 white pawn · h2 white pawn · a1 white rook · b1 white knight · c1 white bishop · e1 white king · f1 white bishop · h1 white rook | a8 black rook · c8 black bishop · d8 black queen · e8 black king · f8 black bishop · h8 black rook · a7 black pawn · b7 black pawn · c7 black pawn · f7 black pawn · g7 black pawn · h7 black pawn · c6 black knight · f6 black knight · d5 black pawn · e5 white knight · a4 white queen · e4 white pawn · c3 white pawn · a2 white pawn · b2 white pawn · d2 white pawn · f2 white pawn · g2 white pawn · h2 white pawn · a1 white rook · b1 white knight · c1 white bishop · e1 white king · f1 white bishop · h1 white rook | a8 black rook · c8 black bishop · d8 black queen · e8 black king · f8 black bishop · h8 black rook · a7 black pawn · b7 black pawn · c7 black pawn · f7 black pawn · g7 black pawn · h7 black pawn · c6 black knight · f6 black knight · d5 black pawn · e5 white knight · a4 white queen · e4 white pawn · c3 white pawn · a2 white pawn · b2 white pawn · d2 white pawn · f2 white pawn · g2 white pawn · h2 white pawn · a1 white rook · b1 white knight · c1 white bishop · e1 white king · f1 white bishop · h1 white rook | a8 black rook · c8 black bishop · d8 black queen · e8 black king · f8 black bishop · h8 black rook · a7 black pawn · b7 black pawn · c7 black pawn · f7 black pawn · g7 black pawn · h7 black pawn · c6 black knight · f6 black knight · d5 black pawn · e5 white knight · a4 white queen · e4 white pawn · c3 white pawn · a2 white pawn · b2 white pawn · d2 white pawn · f2 white pawn · g2 white pawn · h2 white pawn · a1 white rook · b1 white knight · c1 white bishop · e1 white king · f1 white bishop · h1 white rook | 6 |
| 5 | a8 black rook · c8 black bishop · d8 black queen · e8 black king · f8 black bishop · h8 black rook · a7 black pawn · b7 black pawn · c7 black pawn · f7 black pawn · g7 black pawn · h7 black pawn · c6 black knight · f6 black knight · d5 black pawn · e5 white knight · a4 white queen · e4 white pawn · c3 white pawn · a2 white pawn · b2 white pawn · d2 white pawn · f2 white pawn · g2 white pawn · h2 white pawn · a1 white rook · b1 white knight · c1 white bishop · e1 white king · f1 white bishop · h1 white rook | a8 black rook · c8 black bishop · d8 black queen · e8 black king · f8 black bishop · h8 black rook · a7 black pawn · b7 black pawn · c7 black pawn · f7 black pawn · g7 black pawn · h7 black pawn · c6 black knight · f6 black knight · d5 black pawn · e5 white knight · a4 white queen · e4 white pawn · c3 white pawn · a2 white pawn · b2 white pawn · d2 white pawn · f2 white pawn · g2 white pawn · h2 white pawn · a1 white rook · b1 white knight · c1 white bishop · e1 white king · f1 white bishop · h1 white rook | a8 black rook · c8 black bishop · d8 black queen · e8 black king · f8 black bishop · h8 black rook · a7 black pawn · b7 black pawn · c7 black pawn · f7 black pawn · g7 black pawn · h7 black pawn · c6 black knight · f6 black knight · d5 black pawn · e5 white knight · a4 white queen · e4 white pawn · c3 white pawn · a2 white pawn · b2 white pawn · d2 white pawn · f2 white pawn · g2 white pawn · h2 white pawn · a1 white rook · b1 white knight · c1 white bishop · e1 white king · f1 white bishop · h1 white rook | a8 black rook · c8 black bishop · d8 black queen · e8 black king · f8 black bishop · h8 black rook · a7 black pawn · b7 black pawn · c7 black pawn · f7 black pawn · g7 black pawn · h7 black pawn · c6 black knight · f6 black knight · d5 black pawn · e5 white knight · a4 white queen · e4 white pawn · c3 white pawn · a2 white pawn · b2 white pawn · d2 white pawn · f2 white pawn · g2 white pawn · h2 white pawn · a1 white rook · b1 white knight · c1 white bishop · e1 white king · f1 white bishop · h1 white rook | a8 black rook · c8 black bishop · d8 black queen · e8 black king · f8 black bishop · h8 black rook · a7 black pawn · b7 black pawn · c7 black pawn · f7 black pawn · g7 black pawn · h7 black pawn · c6 black knight · f6 black knight · d5 black pawn · e5 white knight · a4 white queen · e4 white pawn · c3 white pawn · a2 white pawn · b2 white pawn · d2 white pawn · f2 white pawn · g2 white pawn · h2 white pawn · a1 white rook · b1 white knight · c1 white bishop · e1 white king · f1 white bishop · h1 white rook | a8 black rook · c8 black bishop · d8 black queen · e8 black king · f8 black bishop · h8 black rook · a7 black pawn · b7 black pawn · c7 black pawn · f7 black pawn · g7 black pawn · h7 black pawn · c6 black knight · f6 black knight · d5 black pawn · e5 white knight · a4 white queen · e4 white pawn · c3 white pawn · a2 white pawn · b2 white pawn · d2 white pawn · f2 white pawn · g2 white pawn · h2 white pawn · a1 white rook · b1 white knight · c1 white bishop · e1 white king · f1 white bishop · h1 white rook | a8 black rook · c8 black bishop · d8 black queen · e8 black king · f8 black bishop · h8 black rook · a7 black pawn · b7 black pawn · c7 black pawn · f7 black pawn · g7 black pawn · h7 black pawn · c6 black knight · f6 black knight · d5 black pawn · e5 white knight · a4 white queen · e4 white pawn · c3 white pawn · a2 white pawn · b2 white pawn · d2 white pawn · f2 white pawn · g2 white pawn · h2 white pawn · a1 white rook · b1 white knight · c1 white bishop · e1 white king · f1 white bishop · h1 white rook | a8 black rook · c8 black bishop · d8 black queen · e8 black king · f8 black bishop · h8 black rook · a7 black pawn · b7 black pawn · c7 black pawn · f7 black pawn · g7 black pawn · h7 black pawn · c6 black knight · f6 black knight · d5 black pawn · e5 white knight · a4 white queen · e4 white pawn · c3 white pawn · a2 white pawn · b2 white pawn · d2 white pawn · f2 white pawn · g2 white pawn · h2 white pawn · a1 white rook · b1 white knight · c1 white bishop · e1 white king · f1 white bishop · h1 white rook | 5 |
| 4 | a8 black rook · c8 black bishop · d8 black queen · e8 black king · f8 black bishop · h8 black rook · a7 black pawn · b7 black pawn · c7 black pawn · f7 black pawn · g7 black pawn · h7 black pawn · c6 black knight · f6 black knight · d5 black pawn · e5 white knight · a4 white queen · e4 white pawn · c3 white pawn · a2 white pawn · b2 white pawn · d2 white pawn · f2 white pawn · g2 white pawn · h2 white pawn · a1 white rook · b1 white knight · c1 white bishop · e1 white king · f1 white bishop · h1 white rook | a8 black rook · c8 black bishop · d8 black queen · e8 black king · f8 black bishop · h8 black rook · a7 black pawn · b7 black pawn · c7 black pawn · f7 black pawn · g7 black pawn · h7 black pawn · c6 black knight · f6 black knight · d5 black pawn · e5 white knight · a4 white queen · e4 white pawn · c3 white pawn · a2 white pawn · b2 white pawn · d2 white pawn · f2 white pawn · g2 white pawn · h2 white pawn · a1 white rook · b1 white knight · c1 white bishop · e1 white king · f1 white bishop · h1 white rook | a8 black rook · c8 black bishop · d8 black queen · e8 black king · f8 black bishop · h8 black rook · a7 black pawn · b7 black pawn · c7 black pawn · f7 black pawn · g7 black pawn · h7 black pawn · c6 black knight · f6 black knight · d5 black pawn · e5 white knight · a4 white queen · e4 white pawn · c3 white pawn · a2 white pawn · b2 white pawn · d2 white pawn · f2 white pawn · g2 white pawn · h2 white pawn · a1 white rook · b1 white knight · c1 white bishop · e1 white king · f1 white bishop · h1 white rook | a8 black rook · c8 black bishop · d8 black queen · e8 black king · f8 black bishop · h8 black rook · a7 black pawn · b7 black pawn · c7 black pawn · f7 black pawn · g7 black pawn · h7 black pawn · c6 black knight · f6 black knight · d5 black pawn · e5 white knight · a4 white queen · e4 white pawn · c3 white pawn · a2 white pawn · b2 white pawn · d2 white pawn · f2 white pawn · g2 white pawn · h2 white pawn · a1 white rook · b1 white knight · c1 white bishop · e1 white king · f1 white bishop · h1 white rook | a8 black rook · c8 black bishop · d8 black queen · e8 black king · f8 black bishop · h8 black rook · a7 black pawn · b7 black pawn · c7 black pawn · f7 black pawn · g7 black pawn · h7 black pawn · c6 black knight · f6 black knight · d5 black pawn · e5 white knight · a4 white queen · e4 white pawn · c3 white pawn · a2 white pawn · b2 white pawn · d2 white pawn · f2 white pawn · g2 white pawn · h2 white pawn · a1 white rook · b1 white knight · c1 white bishop · e1 white king · f1 white bishop · h1 white rook | a8 black rook · c8 black bishop · d8 black queen · e8 black king · f8 black bishop · h8 black rook · a7 black pawn · b7 black pawn · c7 black pawn · f7 black pawn · g7 black pawn · h7 black pawn · c6 black knight · f6 black knight · d5 black pawn · e5 white knight · a4 white queen · e4 white pawn · c3 white pawn · a2 white pawn · b2 white pawn · d2 white pawn · f2 white pawn · g2 white pawn · h2 white pawn · a1 white rook · b1 white knight · c1 white bishop · e1 white king · f1 white bishop · h1 white rook | a8 black rook · c8 black bishop · d8 black queen · e8 black king · f8 black bishop · h8 black rook · a7 black pawn · b7 black pawn · c7 black pawn · f7 black pawn · g7 black pawn · h7 black pawn · c6 black knight · f6 black knight · d5 black pawn · e5 white knight · a4 white queen · e4 white pawn · c3 white pawn · a2 white pawn · b2 white pawn · d2 white pawn · f2 white pawn · g2 white pawn · h2 white pawn · a1 white rook · b1 white knight · c1 white bishop · e1 white king · f1 white bishop · h1 white rook | a8 black rook · c8 black bishop · d8 black queen · e8 black king · f8 black bishop · h8 black rook · a7 black pawn · b7 black pawn · c7 black pawn · f7 black pawn · g7 black pawn · h7 black pawn · c6 black knight · f6 black knight · d5 black pawn · e5 white knight · a4 white queen · e4 white pawn · c3 white pawn · a2 white pawn · b2 white pawn · d2 white pawn · f2 white pawn · g2 white pawn · h2 white pawn · a1 white rook · b1 white knight · c1 white bishop · e1 white king · f1 white bishop · h1 white rook | 4 |
| 3 | a8 black rook · c8 black bishop · d8 black queen · e8 black king · f8 black bishop · h8 black rook · a7 black pawn · b7 black pawn · c7 black pawn · f7 black pawn · g7 black pawn · h7 black pawn · c6 black knight · f6 black knight · d5 black pawn · e5 white knight · a4 white queen · e4 white pawn · c3 white pawn · a2 white pawn · b2 white pawn · d2 white pawn · f2 white pawn · g2 white pawn · h2 white pawn · a1 white rook · b1 white knight · c1 white bishop · e1 white king · f1 white bishop · h1 white rook | a8 black rook · c8 black bishop · d8 black queen · e8 black king · f8 black bishop · h8 black rook · a7 black pawn · b7 black pawn · c7 black pawn · f7 black pawn · g7 black pawn · h7 black pawn · c6 black knight · f6 black knight · d5 black pawn · e5 white knight · a4 white queen · e4 white pawn · c3 white pawn · a2 white pawn · b2 white pawn · d2 white pawn · f2 white pawn · g2 white pawn · h2 white pawn · a1 white rook · b1 white knight · c1 white bishop · e1 white king · f1 white bishop · h1 white rook | a8 black rook · c8 black bishop · d8 black queen · e8 black king · f8 black bishop · h8 black rook · a7 black pawn · b7 black pawn · c7 black pawn · f7 black pawn · g7 black pawn · h7 black pawn · c6 black knight · f6 black knight · d5 black pawn · e5 white knight · a4 white queen · e4 white pawn · c3 white pawn · a2 white pawn · b2 white pawn · d2 white pawn · f2 white pawn · g2 white pawn · h2 white pawn · a1 white rook · b1 white knight · c1 white bishop · e1 white king · f1 white bishop · h1 white rook | a8 black rook · c8 black bishop · d8 black queen · e8 black king · f8 black bishop · h8 black rook · a7 black pawn · b7 black pawn · c7 black pawn · f7 black pawn · g7 black pawn · h7 black pawn · c6 black knight · f6 black knight · d5 black pawn · e5 white knight · a4 white queen · e4 white pawn · c3 white pawn · a2 white pawn · b2 white pawn · d2 white pawn · f2 white pawn · g2 white pawn · h2 white pawn · a1 white rook · b1 white knight · c1 white bishop · e1 white king · f1 white bishop · h1 white rook | a8 black rook · c8 black bishop · d8 black queen · e8 black king · f8 black bishop · h8 black rook · a7 black pawn · b7 black pawn · c7 black pawn · f7 black pawn · g7 black pawn · h7 black pawn · c6 black knight · f6 black knight · d5 black pawn · e5 white knight · a4 white queen · e4 white pawn · c3 white pawn · a2 white pawn · b2 white pawn · d2 white pawn · f2 white pawn · g2 white pawn · h2 white pawn · a1 white rook · b1 white knight · c1 white bishop · e1 white king · f1 white bishop · h1 white rook | a8 black rook · c8 black bishop · d8 black queen · e8 black king · f8 black bishop · h8 black rook · a7 black pawn · b7 black pawn · c7 black pawn · f7 black pawn · g7 black pawn · h7 black pawn · c6 black knight · f6 black knight · d5 black pawn · e5 white knight · a4 white queen · e4 white pawn · c3 white pawn · a2 white pawn · b2 white pawn · d2 white pawn · f2 white pawn · g2 white pawn · h2 white pawn · a1 white rook · b1 white knight · c1 white bishop · e1 white king · f1 white bishop · h1 white rook | a8 black rook · c8 black bishop · d8 black queen · e8 black king · f8 black bishop · h8 black rook · a7 black pawn · b7 black pawn · c7 black pawn · f7 black pawn · g7 black pawn · h7 black pawn · c6 black knight · f6 black knight · d5 black pawn · e5 white knight · a4 white queen · e4 white pawn · c3 white pawn · a2 white pawn · b2 white pawn · d2 white pawn · f2 white pawn · g2 white pawn · h2 white pawn · a1 white rook · b1 white knight · c1 white bishop · e1 white king · f1 white bishop · h1 white rook | a8 black rook · c8 black bishop · d8 black queen · e8 black king · f8 black bishop · h8 black rook · a7 black pawn · b7 black pawn · c7 black pawn · f7 black pawn · g7 black pawn · h7 black pawn · c6 black knight · f6 black knight · d5 black pawn · e5 white knight · a4 white queen · e4 white pawn · c3 white pawn · a2 white pawn · b2 white pawn · d2 white pawn · f2 white pawn · g2 white pawn · h2 white pawn · a1 white rook · b1 white knight · c1 white bishop · e1 white king · f1 white bishop · h1 white rook | 3 |
| 2 | a8 black rook · c8 black bishop · d8 black queen · e8 black king · f8 black bishop · h8 black rook · a7 black pawn · b7 black pawn · c7 black pawn · f7 black pawn · g7 black pawn · h7 black pawn · c6 black knight · f6 black knight · d5 black pawn · e5 white knight · a4 white queen · e4 white pawn · c3 white pawn · a2 white pawn · b2 white pawn · d2 white pawn · f2 white pawn · g2 white pawn · h2 white pawn · a1 white rook · b1 white knight · c1 white bishop · e1 white king · f1 white bishop · h1 white rook | a8 black rook · c8 black bishop · d8 black queen · e8 black king · f8 black bishop · h8 black rook · a7 black pawn · b7 black pawn · c7 black pawn · f7 black pawn · g7 black pawn · h7 black pawn · c6 black knight · f6 black knight · d5 black pawn · e5 white knight · a4 white queen · e4 white pawn · c3 white pawn · a2 white pawn · b2 white pawn · d2 white pawn · f2 white pawn · g2 white pawn · h2 white pawn · a1 white rook · b1 white knight · c1 white bishop · e1 white king · f1 white bishop · h1 white rook | a8 black rook · c8 black bishop · d8 black queen · e8 black king · f8 black bishop · h8 black rook · a7 black pawn · b7 black pawn · c7 black pawn · f7 black pawn · g7 black pawn · h7 black pawn · c6 black knight · f6 black knight · d5 black pawn · e5 white knight · a4 white queen · e4 white pawn · c3 white pawn · a2 white pawn · b2 white pawn · d2 white pawn · f2 white pawn · g2 white pawn · h2 white pawn · a1 white rook · b1 white knight · c1 white bishop · e1 white king · f1 white bishop · h1 white rook | a8 black rook · c8 black bishop · d8 black queen · e8 black king · f8 black bishop · h8 black rook · a7 black pawn · b7 black pawn · c7 black pawn · f7 black pawn · g7 black pawn · h7 black pawn · c6 black knight · f6 black knight · d5 black pawn · e5 white knight · a4 white queen · e4 white pawn · c3 white pawn · a2 white pawn · b2 white pawn · d2 white pawn · f2 white pawn · g2 white pawn · h2 white pawn · a1 white rook · b1 white knight · c1 white bishop · e1 white king · f1 white bishop · h1 white rook | a8 black rook · c8 black bishop · d8 black queen · e8 black king · f8 black bishop · h8 black rook · a7 black pawn · b7 black pawn · c7 black pawn · f7 black pawn · g7 black pawn · h7 black pawn · c6 black knight · f6 black knight · d5 black pawn · e5 white knight · a4 white queen · e4 white pawn · c3 white pawn · a2 white pawn · b2 white pawn · d2 white pawn · f2 white pawn · g2 white pawn · h2 white pawn · a1 white rook · b1 white knight · c1 white bishop · e1 white king · f1 white bishop · h1 white rook | a8 black rook · c8 black bishop · d8 black queen · e8 black king · f8 black bishop · h8 black rook · a7 black pawn · b7 black pawn · c7 black pawn · f7 black pawn · g7 black pawn · h7 black pawn · c6 black knight · f6 black knight · d5 black pawn · e5 white knight · a4 white queen · e4 white pawn · c3 white pawn · a2 white pawn · b2 white pawn · d2 white pawn · f2 white pawn · g2 white pawn · h2 white pawn · a1 white rook · b1 white knight · c1 white bishop · e1 white king · f1 white bishop · h1 white rook | a8 black rook · c8 black bishop · d8 black queen · e8 black king · f8 black bishop · h8 black rook · a7 black pawn · b7 black pawn · c7 black pawn · f7 black pawn · g7 black pawn · h7 black pawn · c6 black knight · f6 black knight · d5 black pawn · e5 white knight · a4 white queen · e4 white pawn · c3 white pawn · a2 white pawn · b2 white pawn · d2 white pawn · f2 white pawn · g2 white pawn · h2 white pawn · a1 white rook · b1 white knight · c1 white bishop · e1 white king · f1 white bishop · h1 white rook | a8 black rook · c8 black bishop · d8 black queen · e8 black king · f8 black bishop · h8 black rook · a7 black pawn · b7 black pawn · c7 black pawn · f7 black pawn · g7 black pawn · h7 black pawn · c6 black knight · f6 black knight · d5 black pawn · e5 white knight · a4 white queen · e4 white pawn · c3 white pawn · a2 white pawn · b2 white pawn · d2 white pawn · f2 white pawn · g2 white pawn · h2 white pawn · a1 white rook · b1 white knight · c1 white bishop · e1 white king · f1 white bishop · h1 white rook | 2 |
| 1 | a8 black rook · c8 black bishop · d8 black queen · e8 black king · f8 black bishop · h8 black rook · a7 black pawn · b7 black pawn · c7 black pawn · f7 black pawn · g7 black pawn · h7 black pawn · c6 black knight · f6 black knight · d5 black pawn · e5 white knight · a4 white queen · e4 white pawn · c3 white pawn · a2 white pawn · b2 white pawn · d2 white pawn · f2 white pawn · g2 white pawn · h2 white pawn · a1 white rook · b1 white knight · c1 white bishop · e1 white king · f1 white bishop · h1 white rook | a8 black rook · c8 black bishop · d8 black queen · e8 black king · f8 black bishop · h8 black rook · a7 black pawn · b7 black pawn · c7 black pawn · f7 black pawn · g7 black pawn · h7 black pawn · c6 black knight · f6 black knight · d5 black pawn · e5 white knight · a4 white queen · e4 white pawn · c3 white pawn · a2 white pawn · b2 white pawn · d2 white pawn · f2 white pawn · g2 white pawn · h2 white pawn · a1 white rook · b1 white knight · c1 white bishop · e1 white king · f1 white bishop · h1 white rook | a8 black rook · c8 black bishop · d8 black queen · e8 black king · f8 black bishop · h8 black rook · a7 black pawn · b7 black pawn · c7 black pawn · f7 black pawn · g7 black pawn · h7 black pawn · c6 black knight · f6 black knight · d5 black pawn · e5 white knight · a4 white queen · e4 white pawn · c3 white pawn · a2 white pawn · b2 white pawn · d2 white pawn · f2 white pawn · g2 white pawn · h2 white pawn · a1 white rook · b1 white knight · c1 white bishop · e1 white king · f1 white bishop · h1 white rook | a8 black rook · c8 black bishop · d8 black queen · e8 black king · f8 black bishop · h8 black rook · a7 black pawn · b7 black pawn · c7 black pawn · f7 black pawn · g7 black pawn · h7 black pawn · c6 black knight · f6 black knight · d5 black pawn · e5 white knight · a4 white queen · e4 white pawn · c3 white pawn · a2 white pawn · b2 white pawn · d2 white pawn · f2 white pawn · g2 white pawn · h2 white pawn · a1 white rook · b1 white knight · c1 white bishop · e1 white king · f1 white bishop · h1 white rook | a8 black rook · c8 black bishop · d8 black queen · e8 black king · f8 black bishop · h8 black rook · a7 black pawn · b7 black pawn · c7 black pawn · f7 black pawn · g7 black pawn · h7 black pawn · c6 black knight · f6 black knight · d5 black pawn · e5 white knight · a4 white queen · e4 white pawn · c3 white pawn · a2 white pawn · b2 white pawn · d2 white pawn · f2 white pawn · g2 white pawn · h2 white pawn · a1 white rook · b1 white knight · c1 white bishop · e1 white king · f1 white bishop · h1 white rook | a8 black rook · c8 black bishop · d8 black queen · e8 black king · f8 black bishop · h8 black rook · a7 black pawn · b7 black pawn · c7 black pawn · f7 black pawn · g7 black pawn · h7 black pawn · c6 black knight · f6 black knight · d5 black pawn · e5 white knight · a4 white queen · e4 white pawn · c3 white pawn · a2 white pawn · b2 white pawn · d2 white pawn · f2 white pawn · g2 white pawn · h2 white pawn · a1 white rook · b1 white knight · c1 white bishop · e1 white king · f1 white bishop · h1 white rook | a8 black rook · c8 black bishop · d8 black queen · e8 black king · f8 black bishop · h8 black rook · a7 black pawn · b7 black pawn · c7 black pawn · f7 black pawn · g7 black pawn · h7 black pawn · c6 black knight · f6 black knight · d5 black pawn · e5 white knight · a4 white queen · e4 white pawn · c3 white pawn · a2 white pawn · b2 white pawn · d2 white pawn · f2 white pawn · g2 white pawn · h2 white pawn · a1 white rook · b1 white knight · c1 white bishop · e1 white king · f1 white bishop · h1 white rook | a8 black rook · c8 black bishop · d8 black queen · e8 black king · f8 black bishop · h8 black rook · a7 black pawn · b7 black pawn · c7 black pawn · f7 black pawn · g7 black pawn · h7 black pawn · c6 black knight · f6 black knight · d5 black pawn · e5 white knight · a4 white queen · e4 white pawn · c3 white pawn · a2 white pawn · b2 white pawn · d2 white pawn · f2 white pawn · g2 white pawn · h2 white pawn · a1 white rook · b1 white knight · c1 white bishop · e1 white king · f1 white bishop · h1 white rook | 1 |
|   | a | b | c | d | e | f | g | h |   |

|   | a | b | c | d | e | f | g | h |   |
| 8 | a8 black rook · c8 black bishop · d8 black queen · e8 black king · f8 black bishop · g8 black knight · h8 black rook · a7 black pawn · b7 black pawn · c7 black pawn · g7 black pawn · h7 black pawn · c6 black knight · f6 black pawn · b5 white bishop · d5 black pawn · e5 black pawn · a4 white queen · e4 white pawn · c3 white pawn · f3 white knight · a2 white pawn · b2 white pawn · d2 white pawn · f2 white pawn · g2 white pawn · h2 white pawn · a1 white rook · b1 white knight · c1 white bishop · e1 white king · h1 white rook | a8 black rook · c8 black bishop · d8 black queen · e8 black king · f8 black bishop · g8 black knight · h8 black rook · a7 black pawn · b7 black pawn · c7 black pawn · g7 black pawn · h7 black pawn · c6 black knight · f6 black pawn · b5 white bishop · d5 black pawn · e5 black pawn · a4 white queen · e4 white pawn · c3 white pawn · f3 white knight · a2 white pawn · b2 white pawn · d2 white pawn · f2 white pawn · g2 white pawn · h2 white pawn · a1 white rook · b1 white knight · c1 white bishop · e1 white king · h1 white rook | a8 black rook · c8 black bishop · d8 black queen · e8 black king · f8 black bishop · g8 black knight · h8 black rook · a7 black pawn · b7 black pawn · c7 black pawn · g7 black pawn · h7 black pawn · c6 black knight · f6 black pawn · b5 white bishop · d5 black pawn · e5 black pawn · a4 white queen · e4 white pawn · c3 white pawn · f3 white knight · a2 white pawn · b2 white pawn · d2 white pawn · f2 white pawn · g2 white pawn · h2 white pawn · a1 white rook · b1 white knight · c1 white bishop · e1 white king · h1 white rook | a8 black rook · c8 black bishop · d8 black queen · e8 black king · f8 black bishop · g8 black knight · h8 black rook · a7 black pawn · b7 black pawn · c7 black pawn · g7 black pawn · h7 black pawn · c6 black knight · f6 black pawn · b5 white bishop · d5 black pawn · e5 black pawn · a4 white queen · e4 white pawn · c3 white pawn · f3 white knight · a2 white pawn · b2 white pawn · d2 white pawn · f2 white pawn · g2 white pawn · h2 white pawn · a1 white rook · b1 white knight · c1 white bishop · e1 white king · h1 white rook | a8 black rook · c8 black bishop · d8 black queen · e8 black king · f8 black bishop · g8 black knight · h8 black rook · a7 black pawn · b7 black pawn · c7 black pawn · g7 black pawn · h7 black pawn · c6 black knight · f6 black pawn · b5 white bishop · d5 black pawn · e5 black pawn · a4 white queen · e4 white pawn · c3 white pawn · f3 white knight · a2 white pawn · b2 white pawn · d2 white pawn · f2 white pawn · g2 white pawn · h2 white pawn · a1 white rook · b1 white knight · c1 white bishop · e1 white king · h1 white rook | a8 black rook · c8 black bishop · d8 black queen · e8 black king · f8 black bishop · g8 black knight · h8 black rook · a7 black pawn · b7 black pawn · c7 black pawn · g7 black pawn · h7 black pawn · c6 black knight · f6 black pawn · b5 white bishop · d5 black pawn · e5 black pawn · a4 white queen · e4 white pawn · c3 white pawn · f3 white knight · a2 white pawn · b2 white pawn · d2 white pawn · f2 white pawn · g2 white pawn · h2 white pawn · a1 white rook · b1 white knight · c1 white bishop · e1 white king · h1 white rook | a8 black rook · c8 black bishop · d8 black queen · e8 black king · f8 black bishop · g8 black knight · h8 black rook · a7 black pawn · b7 black pawn · c7 black pawn · g7 black pawn · h7 black pawn · c6 black knight · f6 black pawn · b5 white bishop · d5 black pawn · e5 black pawn · a4 white queen · e4 white pawn · c3 white pawn · f3 white knight · a2 white pawn · b2 white pawn · d2 white pawn · f2 white pawn · g2 white pawn · h2 white pawn · a1 white rook · b1 white knight · c1 white bishop · e1 white king · h1 white rook | a8 black rook · c8 black bishop · d8 black queen · e8 black king · f8 black bishop · g8 black knight · h8 black rook · a7 black pawn · b7 black pawn · c7 black pawn · g7 black pawn · h7 black pawn · c6 black knight · f6 black pawn · b5 white bishop · d5 black pawn · e5 black pawn · a4 white queen · e4 white pawn · c3 white pawn · f3 white knight · a2 white pawn · b2 white pawn · d2 white pawn · f2 white pawn · g2 white pawn · h2 white pawn · a1 white rook · b1 white knight · c1 white bishop · e1 white king · h1 white rook | 8 |
| 7 | a8 black rook · c8 black bishop · d8 black queen · e8 black king · f8 black bishop · g8 black knight · h8 black rook · a7 black pawn · b7 black pawn · c7 black pawn · g7 black pawn · h7 black pawn · c6 black knight · f6 black pawn · b5 white bishop · d5 black pawn · e5 black pawn · a4 white queen · e4 white pawn · c3 white pawn · f3 white knight · a2 white pawn · b2 white pawn · d2 white pawn · f2 white pawn · g2 white pawn · h2 white pawn · a1 white rook · b1 white knight · c1 white bishop · e1 white king · h1 white rook | a8 black rook · c8 black bishop · d8 black queen · e8 black king · f8 black bishop · g8 black knight · h8 black rook · a7 black pawn · b7 black pawn · c7 black pawn · g7 black pawn · h7 black pawn · c6 black knight · f6 black pawn · b5 white bishop · d5 black pawn · e5 black pawn · a4 white queen · e4 white pawn · c3 white pawn · f3 white knight · a2 white pawn · b2 white pawn · d2 white pawn · f2 white pawn · g2 white pawn · h2 white pawn · a1 white rook · b1 white knight · c1 white bishop · e1 white king · h1 white rook | a8 black rook · c8 black bishop · d8 black queen · e8 black king · f8 black bishop · g8 black knight · h8 black rook · a7 black pawn · b7 black pawn · c7 black pawn · g7 black pawn · h7 black pawn · c6 black knight · f6 black pawn · b5 white bishop · d5 black pawn · e5 black pawn · a4 white queen · e4 white pawn · c3 white pawn · f3 white knight · a2 white pawn · b2 white pawn · d2 white pawn · f2 white pawn · g2 white pawn · h2 white pawn · a1 white rook · b1 white knight · c1 white bishop · e1 white king · h1 white rook | a8 black rook · c8 black bishop · d8 black queen · e8 black king · f8 black bishop · g8 black knight · h8 black rook · a7 black pawn · b7 black pawn · c7 black pawn · g7 black pawn · h7 black pawn · c6 black knight · f6 black pawn · b5 white bishop · d5 black pawn · e5 black pawn · a4 white queen · e4 white pawn · c3 white pawn · f3 white knight · a2 white pawn · b2 white pawn · d2 white pawn · f2 white pawn · g2 white pawn · h2 white pawn · a1 white rook · b1 white knight · c1 white bishop · e1 white king · h1 white rook | a8 black rook · c8 black bishop · d8 black queen · e8 black king · f8 black bishop · g8 black knight · h8 black rook · a7 black pawn · b7 black pawn · c7 black pawn · g7 black pawn · h7 black pawn · c6 black knight · f6 black pawn · b5 white bishop · d5 black pawn · e5 black pawn · a4 white queen · e4 white pawn · c3 white pawn · f3 white knight · a2 white pawn · b2 white pawn · d2 white pawn · f2 white pawn · g2 white pawn · h2 white pawn · a1 white rook · b1 white knight · c1 white bishop · e1 white king · h1 white rook | a8 black rook · c8 black bishop · d8 black queen · e8 black king · f8 black bishop · g8 black knight · h8 black rook · a7 black pawn · b7 black pawn · c7 black pawn · g7 black pawn · h7 black pawn · c6 black knight · f6 black pawn · b5 white bishop · d5 black pawn · e5 black pawn · a4 white queen · e4 white pawn · c3 white pawn · f3 white knight · a2 white pawn · b2 white pawn · d2 white pawn · f2 white pawn · g2 white pawn · h2 white pawn · a1 white rook · b1 white knight · c1 white bishop · e1 white king · h1 white rook | a8 black rook · c8 black bishop · d8 black queen · e8 black king · f8 black bishop · g8 black knight · h8 black rook · a7 black pawn · b7 black pawn · c7 black pawn · g7 black pawn · h7 black pawn · c6 black knight · f6 black pawn · b5 white bishop · d5 black pawn · e5 black pawn · a4 white queen · e4 white pawn · c3 white pawn · f3 white knight · a2 white pawn · b2 white pawn · d2 white pawn · f2 white pawn · g2 white pawn · h2 white pawn · a1 white rook · b1 white knight · c1 white bishop · e1 white king · h1 white rook | a8 black rook · c8 black bishop · d8 black queen · e8 black king · f8 black bishop · g8 black knight · h8 black rook · a7 black pawn · b7 black pawn · c7 black pawn · g7 black pawn · h7 black pawn · c6 black knight · f6 black pawn · b5 white bishop · d5 black pawn · e5 black pawn · a4 white queen · e4 white pawn · c3 white pawn · f3 white knight · a2 white pawn · b2 white pawn · d2 white pawn · f2 white pawn · g2 white pawn · h2 white pawn · a1 white rook · b1 white knight · c1 white bishop · e1 white king · h1 white rook | 7 |
| 6 | a8 black rook · c8 black bishop · d8 black queen · e8 black king · f8 black bishop · g8 black knight · h8 black rook · a7 black pawn · b7 black pawn · c7 black pawn · g7 black pawn · h7 black pawn · c6 black knight · f6 black pawn · b5 white bishop · d5 black pawn · e5 black pawn · a4 white queen · e4 white pawn · c3 white pawn · f3 white knight · a2 white pawn · b2 white pawn · d2 white pawn · f2 white pawn · g2 white pawn · h2 white pawn · a1 white rook · b1 white knight · c1 white bishop · e1 white king · h1 white rook | a8 black rook · c8 black bishop · d8 black queen · e8 black king · f8 black bishop · g8 black knight · h8 black rook · a7 black pawn · b7 black pawn · c7 black pawn · g7 black pawn · h7 black pawn · c6 black knight · f6 black pawn · b5 white bishop · d5 black pawn · e5 black pawn · a4 white queen · e4 white pawn · c3 white pawn · f3 white knight · a2 white pawn · b2 white pawn · d2 white pawn · f2 white pawn · g2 white pawn · h2 white pawn · a1 white rook · b1 white knight · c1 white bishop · e1 white king · h1 white rook | a8 black rook · c8 black bishop · d8 black queen · e8 black king · f8 black bishop · g8 black knight · h8 black rook · a7 black pawn · b7 black pawn · c7 black pawn · g7 black pawn · h7 black pawn · c6 black knight · f6 black pawn · b5 white bishop · d5 black pawn · e5 black pawn · a4 white queen · e4 white pawn · c3 white pawn · f3 white knight · a2 white pawn · b2 white pawn · d2 white pawn · f2 white pawn · g2 white pawn · h2 white pawn · a1 white rook · b1 white knight · c1 white bishop · e1 white king · h1 white rook | a8 black rook · c8 black bishop · d8 black queen · e8 black king · f8 black bishop · g8 black knight · h8 black rook · a7 black pawn · b7 black pawn · c7 black pawn · g7 black pawn · h7 black pawn · c6 black knight · f6 black pawn · b5 white bishop · d5 black pawn · e5 black pawn · a4 white queen · e4 white pawn · c3 white pawn · f3 white knight · a2 white pawn · b2 white pawn · d2 white pawn · f2 white pawn · g2 white pawn · h2 white pawn · a1 white rook · b1 white knight · c1 white bishop · e1 white king · h1 white rook | a8 black rook · c8 black bishop · d8 black queen · e8 black king · f8 black bishop · g8 black knight · h8 black rook · a7 black pawn · b7 black pawn · c7 black pawn · g7 black pawn · h7 black pawn · c6 black knight · f6 black pawn · b5 white bishop · d5 black pawn · e5 black pawn · a4 white queen · e4 white pawn · c3 white pawn · f3 white knight · a2 white pawn · b2 white pawn · d2 white pawn · f2 white pawn · g2 white pawn · h2 white pawn · a1 white rook · b1 white knight · c1 white bishop · e1 white king · h1 white rook | a8 black rook · c8 black bishop · d8 black queen · e8 black king · f8 black bishop · g8 black knight · h8 black rook · a7 black pawn · b7 black pawn · c7 black pawn · g7 black pawn · h7 black pawn · c6 black knight · f6 black pawn · b5 white bishop · d5 black pawn · e5 black pawn · a4 white queen · e4 white pawn · c3 white pawn · f3 white knight · a2 white pawn · b2 white pawn · d2 white pawn · f2 white pawn · g2 white pawn · h2 white pawn · a1 white rook · b1 white knight · c1 white bishop · e1 white king · h1 white rook | a8 black rook · c8 black bishop · d8 black queen · e8 black king · f8 black bishop · g8 black knight · h8 black rook · a7 black pawn · b7 black pawn · c7 black pawn · g7 black pawn · h7 black pawn · c6 black knight · f6 black pawn · b5 white bishop · d5 black pawn · e5 black pawn · a4 white queen · e4 white pawn · c3 white pawn · f3 white knight · a2 white pawn · b2 white pawn · d2 white pawn · f2 white pawn · g2 white pawn · h2 white pawn · a1 white rook · b1 white knight · c1 white bishop · e1 white king · h1 white rook | a8 black rook · c8 black bishop · d8 black queen · e8 black king · f8 black bishop · g8 black knight · h8 black rook · a7 black pawn · b7 black pawn · c7 black pawn · g7 black pawn · h7 black pawn · c6 black knight · f6 black pawn · b5 white bishop · d5 black pawn · e5 black pawn · a4 white queen · e4 white pawn · c3 white pawn · f3 white knight · a2 white pawn · b2 white pawn · d2 white pawn · f2 white pawn · g2 white pawn · h2 white pawn · a1 white rook · b1 white knight · c1 white bishop · e1 white king · h1 white rook | 6 |
| 5 | a8 black rook · c8 black bishop · d8 black queen · e8 black king · f8 black bishop · g8 black knight · h8 black rook · a7 black pawn · b7 black pawn · c7 black pawn · g7 black pawn · h7 black pawn · c6 black knight · f6 black pawn · b5 white bishop · d5 black pawn · e5 black pawn · a4 white queen · e4 white pawn · c3 white pawn · f3 white knight · a2 white pawn · b2 white pawn · d2 white pawn · f2 white pawn · g2 white pawn · h2 white pawn · a1 white rook · b1 white knight · c1 white bishop · e1 white king · h1 white rook | a8 black rook · c8 black bishop · d8 black queen · e8 black king · f8 black bishop · g8 black knight · h8 black rook · a7 black pawn · b7 black pawn · c7 black pawn · g7 black pawn · h7 black pawn · c6 black knight · f6 black pawn · b5 white bishop · d5 black pawn · e5 black pawn · a4 white queen · e4 white pawn · c3 white pawn · f3 white knight · a2 white pawn · b2 white pawn · d2 white pawn · f2 white pawn · g2 white pawn · h2 white pawn · a1 white rook · b1 white knight · c1 white bishop · e1 white king · h1 white rook | a8 black rook · c8 black bishop · d8 black queen · e8 black king · f8 black bishop · g8 black knight · h8 black rook · a7 black pawn · b7 black pawn · c7 black pawn · g7 black pawn · h7 black pawn · c6 black knight · f6 black pawn · b5 white bishop · d5 black pawn · e5 black pawn · a4 white queen · e4 white pawn · c3 white pawn · f3 white knight · a2 white pawn · b2 white pawn · d2 white pawn · f2 white pawn · g2 white pawn · h2 white pawn · a1 white rook · b1 white knight · c1 white bishop · e1 white king · h1 white rook | a8 black rook · c8 black bishop · d8 black queen · e8 black king · f8 black bishop · g8 black knight · h8 black rook · a7 black pawn · b7 black pawn · c7 black pawn · g7 black pawn · h7 black pawn · c6 black knight · f6 black pawn · b5 white bishop · d5 black pawn · e5 black pawn · a4 white queen · e4 white pawn · c3 white pawn · f3 white knight · a2 white pawn · b2 white pawn · d2 white pawn · f2 white pawn · g2 white pawn · h2 white pawn · a1 white rook · b1 white knight · c1 white bishop · e1 white king · h1 white rook | a8 black rook · c8 black bishop · d8 black queen · e8 black king · f8 black bishop · g8 black knight · h8 black rook · a7 black pawn · b7 black pawn · c7 black pawn · g7 black pawn · h7 black pawn · c6 black knight · f6 black pawn · b5 white bishop · d5 black pawn · e5 black pawn · a4 white queen · e4 white pawn · c3 white pawn · f3 white knight · a2 white pawn · b2 white pawn · d2 white pawn · f2 white pawn · g2 white pawn · h2 white pawn · a1 white rook · b1 white knight · c1 white bishop · e1 white king · h1 white rook | a8 black rook · c8 black bishop · d8 black queen · e8 black king · f8 black bishop · g8 black knight · h8 black rook · a7 black pawn · b7 black pawn · c7 black pawn · g7 black pawn · h7 black pawn · c6 black knight · f6 black pawn · b5 white bishop · d5 black pawn · e5 black pawn · a4 white queen · e4 white pawn · c3 white pawn · f3 white knight · a2 white pawn · b2 white pawn · d2 white pawn · f2 white pawn · g2 white pawn · h2 white pawn · a1 white rook · b1 white knight · c1 white bishop · e1 white king · h1 white rook | a8 black rook · c8 black bishop · d8 black queen · e8 black king · f8 black bishop · g8 black knight · h8 black rook · a7 black pawn · b7 black pawn · c7 black pawn · g7 black pawn · h7 black pawn · c6 black knight · f6 black pawn · b5 white bishop · d5 black pawn · e5 black pawn · a4 white queen · e4 white pawn · c3 white pawn · f3 white knight · a2 white pawn · b2 white pawn · d2 white pawn · f2 white pawn · g2 white pawn · h2 white pawn · a1 white rook · b1 white knight · c1 white bishop · e1 white king · h1 white rook | a8 black rook · c8 black bishop · d8 black queen · e8 black king · f8 black bishop · g8 black knight · h8 black rook · a7 black pawn · b7 black pawn · c7 black pawn · g7 black pawn · h7 black pawn · c6 black knight · f6 black pawn · b5 white bishop · d5 black pawn · e5 black pawn · a4 white queen · e4 white pawn · c3 white pawn · f3 white knight · a2 white pawn · b2 white pawn · d2 white pawn · f2 white pawn · g2 white pawn · h2 white pawn · a1 white rook · b1 white knight · c1 white bishop · e1 white king · h1 white rook | 5 |
| 4 | a8 black rook · c8 black bishop · d8 black queen · e8 black king · f8 black bishop · g8 black knight · h8 black rook · a7 black pawn · b7 black pawn · c7 black pawn · g7 black pawn · h7 black pawn · c6 black knight · f6 black pawn · b5 white bishop · d5 black pawn · e5 black pawn · a4 white queen · e4 white pawn · c3 white pawn · f3 white knight · a2 white pawn · b2 white pawn · d2 white pawn · f2 white pawn · g2 white pawn · h2 white pawn · a1 white rook · b1 white knight · c1 white bishop · e1 white king · h1 white rook | a8 black rook · c8 black bishop · d8 black queen · e8 black king · f8 black bishop · g8 black knight · h8 black rook · a7 black pawn · b7 black pawn · c7 black pawn · g7 black pawn · h7 black pawn · c6 black knight · f6 black pawn · b5 white bishop · d5 black pawn · e5 black pawn · a4 white queen · e4 white pawn · c3 white pawn · f3 white knight · a2 white pawn · b2 white pawn · d2 white pawn · f2 white pawn · g2 white pawn · h2 white pawn · a1 white rook · b1 white knight · c1 white bishop · e1 white king · h1 white rook | a8 black rook · c8 black bishop · d8 black queen · e8 black king · f8 black bishop · g8 black knight · h8 black rook · a7 black pawn · b7 black pawn · c7 black pawn · g7 black pawn · h7 black pawn · c6 black knight · f6 black pawn · b5 white bishop · d5 black pawn · e5 black pawn · a4 white queen · e4 white pawn · c3 white pawn · f3 white knight · a2 white pawn · b2 white pawn · d2 white pawn · f2 white pawn · g2 white pawn · h2 white pawn · a1 white rook · b1 white knight · c1 white bishop · e1 white king · h1 white rook | a8 black rook · c8 black bishop · d8 black queen · e8 black king · f8 black bishop · g8 black knight · h8 black rook · a7 black pawn · b7 black pawn · c7 black pawn · g7 black pawn · h7 black pawn · c6 black knight · f6 black pawn · b5 white bishop · d5 black pawn · e5 black pawn · a4 white queen · e4 white pawn · c3 white pawn · f3 white knight · a2 white pawn · b2 white pawn · d2 white pawn · f2 white pawn · g2 white pawn · h2 white pawn · a1 white rook · b1 white knight · c1 white bishop · e1 white king · h1 white rook | a8 black rook · c8 black bishop · d8 black queen · e8 black king · f8 black bishop · g8 black knight · h8 black rook · a7 black pawn · b7 black pawn · c7 black pawn · g7 black pawn · h7 black pawn · c6 black knight · f6 black pawn · b5 white bishop · d5 black pawn · e5 black pawn · a4 white queen · e4 white pawn · c3 white pawn · f3 white knight · a2 white pawn · b2 white pawn · d2 white pawn · f2 white pawn · g2 white pawn · h2 white pawn · a1 white rook · b1 white knight · c1 white bishop · e1 white king · h1 white rook | a8 black rook · c8 black bishop · d8 black queen · e8 black king · f8 black bishop · g8 black knight · h8 black rook · a7 black pawn · b7 black pawn · c7 black pawn · g7 black pawn · h7 black pawn · c6 black knight · f6 black pawn · b5 white bishop · d5 black pawn · e5 black pawn · a4 white queen · e4 white pawn · c3 white pawn · f3 white knight · a2 white pawn · b2 white pawn · d2 white pawn · f2 white pawn · g2 white pawn · h2 white pawn · a1 white rook · b1 white knight · c1 white bishop · e1 white king · h1 white rook | a8 black rook · c8 black bishop · d8 black queen · e8 black king · f8 black bishop · g8 black knight · h8 black rook · a7 black pawn · b7 black pawn · c7 black pawn · g7 black pawn · h7 black pawn · c6 black knight · f6 black pawn · b5 white bishop · d5 black pawn · e5 black pawn · a4 white queen · e4 white pawn · c3 white pawn · f3 white knight · a2 white pawn · b2 white pawn · d2 white pawn · f2 white pawn · g2 white pawn · h2 white pawn · a1 white rook · b1 white knight · c1 white bishop · e1 white king · h1 white rook | a8 black rook · c8 black bishop · d8 black queen · e8 black king · f8 black bishop · g8 black knight · h8 black rook · a7 black pawn · b7 black pawn · c7 black pawn · g7 black pawn · h7 black pawn · c6 black knight · f6 black pawn · b5 white bishop · d5 black pawn · e5 black pawn · a4 white queen · e4 white pawn · c3 white pawn · f3 white knight · a2 white pawn · b2 white pawn · d2 white pawn · f2 white pawn · g2 white pawn · h2 white pawn · a1 white rook · b1 white knight · c1 white bishop · e1 white king · h1 white rook | 4 |
| 3 | a8 black rook · c8 black bishop · d8 black queen · e8 black king · f8 black bishop · g8 black knight · h8 black rook · a7 black pawn · b7 black pawn · c7 black pawn · g7 black pawn · h7 black pawn · c6 black knight · f6 black pawn · b5 white bishop · d5 black pawn · e5 black pawn · a4 white queen · e4 white pawn · c3 white pawn · f3 white knight · a2 white pawn · b2 white pawn · d2 white pawn · f2 white pawn · g2 white pawn · h2 white pawn · a1 white rook · b1 white knight · c1 white bishop · e1 white king · h1 white rook | a8 black rook · c8 black bishop · d8 black queen · e8 black king · f8 black bishop · g8 black knight · h8 black rook · a7 black pawn · b7 black pawn · c7 black pawn · g7 black pawn · h7 black pawn · c6 black knight · f6 black pawn · b5 white bishop · d5 black pawn · e5 black pawn · a4 white queen · e4 white pawn · c3 white pawn · f3 white knight · a2 white pawn · b2 white pawn · d2 white pawn · f2 white pawn · g2 white pawn · h2 white pawn · a1 white rook · b1 white knight · c1 white bishop · e1 white king · h1 white rook | a8 black rook · c8 black bishop · d8 black queen · e8 black king · f8 black bishop · g8 black knight · h8 black rook · a7 black pawn · b7 black pawn · c7 black pawn · g7 black pawn · h7 black pawn · c6 black knight · f6 black pawn · b5 white bishop · d5 black pawn · e5 black pawn · a4 white queen · e4 white pawn · c3 white pawn · f3 white knight · a2 white pawn · b2 white pawn · d2 white pawn · f2 white pawn · g2 white pawn · h2 white pawn · a1 white rook · b1 white knight · c1 white bishop · e1 white king · h1 white rook | a8 black rook · c8 black bishop · d8 black queen · e8 black king · f8 black bishop · g8 black knight · h8 black rook · a7 black pawn · b7 black pawn · c7 black pawn · g7 black pawn · h7 black pawn · c6 black knight · f6 black pawn · b5 white bishop · d5 black pawn · e5 black pawn · a4 white queen · e4 white pawn · c3 white pawn · f3 white knight · a2 white pawn · b2 white pawn · d2 white pawn · f2 white pawn · g2 white pawn · h2 white pawn · a1 white rook · b1 white knight · c1 white bishop · e1 white king · h1 white rook | a8 black rook · c8 black bishop · d8 black queen · e8 black king · f8 black bishop · g8 black knight · h8 black rook · a7 black pawn · b7 black pawn · c7 black pawn · g7 black pawn · h7 black pawn · c6 black knight · f6 black pawn · b5 white bishop · d5 black pawn · e5 black pawn · a4 white queen · e4 white pawn · c3 white pawn · f3 white knight · a2 white pawn · b2 white pawn · d2 white pawn · f2 white pawn · g2 white pawn · h2 white pawn · a1 white rook · b1 white knight · c1 white bishop · e1 white king · h1 white rook | a8 black rook · c8 black bishop · d8 black queen · e8 black king · f8 black bishop · g8 black knight · h8 black rook · a7 black pawn · b7 black pawn · c7 black pawn · g7 black pawn · h7 black pawn · c6 black knight · f6 black pawn · b5 white bishop · d5 black pawn · e5 black pawn · a4 white queen · e4 white pawn · c3 white pawn · f3 white knight · a2 white pawn · b2 white pawn · d2 white pawn · f2 white pawn · g2 white pawn · h2 white pawn · a1 white rook · b1 white knight · c1 white bishop · e1 white king · h1 white rook | a8 black rook · c8 black bishop · d8 black queen · e8 black king · f8 black bishop · g8 black knight · h8 black rook · a7 black pawn · b7 black pawn · c7 black pawn · g7 black pawn · h7 black pawn · c6 black knight · f6 black pawn · b5 white bishop · d5 black pawn · e5 black pawn · a4 white queen · e4 white pawn · c3 white pawn · f3 white knight · a2 white pawn · b2 white pawn · d2 white pawn · f2 white pawn · g2 white pawn · h2 white pawn · a1 white rook · b1 white knight · c1 white bishop · e1 white king · h1 white rook | a8 black rook · c8 black bishop · d8 black queen · e8 black king · f8 black bishop · g8 black knight · h8 black rook · a7 black pawn · b7 black pawn · c7 black pawn · g7 black pawn · h7 black pawn · c6 black knight · f6 black pawn · b5 white bishop · d5 black pawn · e5 black pawn · a4 white queen · e4 white pawn · c3 white pawn · f3 white knight · a2 white pawn · b2 white pawn · d2 white pawn · f2 white pawn · g2 white pawn · h2 white pawn · a1 white rook · b1 white knight · c1 white bishop · e1 white king · h1 white rook | 3 |
| 2 | a8 black rook · c8 black bishop · d8 black queen · e8 black king · f8 black bishop · g8 black knight · h8 black rook · a7 black pawn · b7 black pawn · c7 black pawn · g7 black pawn · h7 black pawn · c6 black knight · f6 black pawn · b5 white bishop · d5 black pawn · e5 black pawn · a4 white queen · e4 white pawn · c3 white pawn · f3 white knight · a2 white pawn · b2 white pawn · d2 white pawn · f2 white pawn · g2 white pawn · h2 white pawn · a1 white rook · b1 white knight · c1 white bishop · e1 white king · h1 white rook | a8 black rook · c8 black bishop · d8 black queen · e8 black king · f8 black bishop · g8 black knight · h8 black rook · a7 black pawn · b7 black pawn · c7 black pawn · g7 black pawn · h7 black pawn · c6 black knight · f6 black pawn · b5 white bishop · d5 black pawn · e5 black pawn · a4 white queen · e4 white pawn · c3 white pawn · f3 white knight · a2 white pawn · b2 white pawn · d2 white pawn · f2 white pawn · g2 white pawn · h2 white pawn · a1 white rook · b1 white knight · c1 white bishop · e1 white king · h1 white rook | a8 black rook · c8 black bishop · d8 black queen · e8 black king · f8 black bishop · g8 black knight · h8 black rook · a7 black pawn · b7 black pawn · c7 black pawn · g7 black pawn · h7 black pawn · c6 black knight · f6 black pawn · b5 white bishop · d5 black pawn · e5 black pawn · a4 white queen · e4 white pawn · c3 white pawn · f3 white knight · a2 white pawn · b2 white pawn · d2 white pawn · f2 white pawn · g2 white pawn · h2 white pawn · a1 white rook · b1 white knight · c1 white bishop · e1 white king · h1 white rook | a8 black rook · c8 black bishop · d8 black queen · e8 black king · f8 black bishop · g8 black knight · h8 black rook · a7 black pawn · b7 black pawn · c7 black pawn · g7 black pawn · h7 black pawn · c6 black knight · f6 black pawn · b5 white bishop · d5 black pawn · e5 black pawn · a4 white queen · e4 white pawn · c3 white pawn · f3 white knight · a2 white pawn · b2 white pawn · d2 white pawn · f2 white pawn · g2 white pawn · h2 white pawn · a1 white rook · b1 white knight · c1 white bishop · e1 white king · h1 white rook | a8 black rook · c8 black bishop · d8 black queen · e8 black king · f8 black bishop · g8 black knight · h8 black rook · a7 black pawn · b7 black pawn · c7 black pawn · g7 black pawn · h7 black pawn · c6 black knight · f6 black pawn · b5 white bishop · d5 black pawn · e5 black pawn · a4 white queen · e4 white pawn · c3 white pawn · f3 white knight · a2 white pawn · b2 white pawn · d2 white pawn · f2 white pawn · g2 white pawn · h2 white pawn · a1 white rook · b1 white knight · c1 white bishop · e1 white king · h1 white rook | a8 black rook · c8 black bishop · d8 black queen · e8 black king · f8 black bishop · g8 black knight · h8 black rook · a7 black pawn · b7 black pawn · c7 black pawn · g7 black pawn · h7 black pawn · c6 black knight · f6 black pawn · b5 white bishop · d5 black pawn · e5 black pawn · a4 white queen · e4 white pawn · c3 white pawn · f3 white knight · a2 white pawn · b2 white pawn · d2 white pawn · f2 white pawn · g2 white pawn · h2 white pawn · a1 white rook · b1 white knight · c1 white bishop · e1 white king · h1 white rook | a8 black rook · c8 black bishop · d8 black queen · e8 black king · f8 black bishop · g8 black knight · h8 black rook · a7 black pawn · b7 black pawn · c7 black pawn · g7 black pawn · h7 black pawn · c6 black knight · f6 black pawn · b5 white bishop · d5 black pawn · e5 black pawn · a4 white queen · e4 white pawn · c3 white pawn · f3 white knight · a2 white pawn · b2 white pawn · d2 white pawn · f2 white pawn · g2 white pawn · h2 white pawn · a1 white rook · b1 white knight · c1 white bishop · e1 white king · h1 white rook | a8 black rook · c8 black bishop · d8 black queen · e8 black king · f8 black bishop · g8 black knight · h8 black rook · a7 black pawn · b7 black pawn · c7 black pawn · g7 black pawn · h7 black pawn · c6 black knight · f6 black pawn · b5 white bishop · d5 black pawn · e5 black pawn · a4 white queen · e4 white pawn · c3 white pawn · f3 white knight · a2 white pawn · b2 white pawn · d2 white pawn · f2 white pawn · g2 white pawn · h2 white pawn · a1 white rook · b1 white knight · c1 white bishop · e1 white king · h1 white rook | 2 |
| 1 | a8 black rook · c8 black bishop · d8 black queen · e8 black king · f8 black bishop · g8 black knight · h8 black rook · a7 black pawn · b7 black pawn · c7 black pawn · g7 black pawn · h7 black pawn · c6 black knight · f6 black pawn · b5 white bishop · d5 black pawn · e5 black pawn · a4 white queen · e4 white pawn · c3 white pawn · f3 white knight · a2 white pawn · b2 white pawn · d2 white pawn · f2 white pawn · g2 white pawn · h2 white pawn · a1 white rook · b1 white knight · c1 white bishop · e1 white king · h1 white rook | a8 black rook · c8 black bishop · d8 black queen · e8 black king · f8 black bishop · g8 black knight · h8 black rook · a7 black pawn · b7 black pawn · c7 black pawn · g7 black pawn · h7 black pawn · c6 black knight · f6 black pawn · b5 white bishop · d5 black pawn · e5 black pawn · a4 white queen · e4 white pawn · c3 white pawn · f3 white knight · a2 white pawn · b2 white pawn · d2 white pawn · f2 white pawn · g2 white pawn · h2 white pawn · a1 white rook · b1 white knight · c1 white bishop · e1 white king · h1 white rook | a8 black rook · c8 black bishop · d8 black queen · e8 black king · f8 black bishop · g8 black knight · h8 black rook · a7 black pawn · b7 black pawn · c7 black pawn · g7 black pawn · h7 black pawn · c6 black knight · f6 black pawn · b5 white bishop · d5 black pawn · e5 black pawn · a4 white queen · e4 white pawn · c3 white pawn · f3 white knight · a2 white pawn · b2 white pawn · d2 white pawn · f2 white pawn · g2 white pawn · h2 white pawn · a1 white rook · b1 white knight · c1 white bishop · e1 white king · h1 white rook | a8 black rook · c8 black bishop · d8 black queen · e8 black king · f8 black bishop · g8 black knight · h8 black rook · a7 black pawn · b7 black pawn · c7 black pawn · g7 black pawn · h7 black pawn · c6 black knight · f6 black pawn · b5 white bishop · d5 black pawn · e5 black pawn · a4 white queen · e4 white pawn · c3 white pawn · f3 white knight · a2 white pawn · b2 white pawn · d2 white pawn · f2 white pawn · g2 white pawn · h2 white pawn · a1 white rook · b1 white knight · c1 white bishop · e1 white king · h1 white rook | a8 black rook · c8 black bishop · d8 black queen · e8 black king · f8 black bishop · g8 black knight · h8 black rook · a7 black pawn · b7 black pawn · c7 black pawn · g7 black pawn · h7 black pawn · c6 black knight · f6 black pawn · b5 white bishop · d5 black pawn · e5 black pawn · a4 white queen · e4 white pawn · c3 white pawn · f3 white knight · a2 white pawn · b2 white pawn · d2 white pawn · f2 white pawn · g2 white pawn · h2 white pawn · a1 white rook · b1 white knight · c1 white bishop · e1 white king · h1 white rook | a8 black rook · c8 black bishop · d8 black queen · e8 black king · f8 black bishop · g8 black knight · h8 black rook · a7 black pawn · b7 black pawn · c7 black pawn · g7 black pawn · h7 black pawn · c6 black knight · f6 black pawn · b5 white bishop · d5 black pawn · e5 black pawn · a4 white queen · e4 white pawn · c3 white pawn · f3 white knight · a2 white pawn · b2 white pawn · d2 white pawn · f2 white pawn · g2 white pawn · h2 white pawn · a1 white rook · b1 white knight · c1 white bishop · e1 white king · h1 white rook | a8 black rook · c8 black bishop · d8 black queen · e8 black king · f8 black bishop · g8 black knight · h8 black rook · a7 black pawn · b7 black pawn · c7 black pawn · g7 black pawn · h7 black pawn · c6 black knight · f6 black pawn · b5 white bishop · d5 black pawn · e5 black pawn · a4 white queen · e4 white pawn · c3 white pawn · f3 white knight · a2 white pawn · b2 white pawn · d2 white pawn · f2 white pawn · g2 white pawn · h2 white pawn · a1 white rook · b1 white knight · c1 white bishop · e1 white king · h1 white rook | a8 black rook · c8 black bishop · d8 black queen · e8 black king · f8 black bishop · g8 black knight · h8 black rook · a7 black pawn · b7 black pawn · c7 black pawn · g7 black pawn · h7 black pawn · c6 black knight · f6 black pawn · b5 white bishop · d5 black pawn · e5 black pawn · a4 white queen · e4 white pawn · c3 white pawn · f3 white knight · a2 white pawn · b2 white pawn · d2 white pawn · f2 white pawn · g2 white pawn · h2 white pawn · a1 white rook · b1 white knight · c1 white bishop · e1 white king · h1 white rook | 1 |
|   | a | b | c | d | e | f | g | h |   |

|   | a | b | c | d | e | f | g | h |   |
| 8 | a8 black rook · c8 black bishop · d8 black queen · e8 black king · f8 black bishop · g8 black knight · h8 black rook · a7 black pawn · b7 black pawn · c7 black pawn · d7 black pawn · g7 black pawn · h7 black pawn · c6 black knight · e5 white knight · d4 white pawn · e4 black pawn · c3 white pawn · a2 white pawn · b2 white pawn · f2 white pawn · g2 white pawn · h2 white pawn · a1 white rook · b1 white knight · c1 white bishop · d1 white queen · e1 white king · f1 white bishop · h1 white rook | a8 black rook · c8 black bishop · d8 black queen · e8 black king · f8 black bishop · g8 black knight · h8 black rook · a7 black pawn · b7 black pawn · c7 black pawn · d7 black pawn · g7 black pawn · h7 black pawn · c6 black knight · e5 white knight · d4 white pawn · e4 black pawn · c3 white pawn · a2 white pawn · b2 white pawn · f2 white pawn · g2 white pawn · h2 white pawn · a1 white rook · b1 white knight · c1 white bishop · d1 white queen · e1 white king · f1 white bishop · h1 white rook | a8 black rook · c8 black bishop · d8 black queen · e8 black king · f8 black bishop · g8 black knight · h8 black rook · a7 black pawn · b7 black pawn · c7 black pawn · d7 black pawn · g7 black pawn · h7 black pawn · c6 black knight · e5 white knight · d4 white pawn · e4 black pawn · c3 white pawn · a2 white pawn · b2 white pawn · f2 white pawn · g2 white pawn · h2 white pawn · a1 white rook · b1 white knight · c1 white bishop · d1 white queen · e1 white king · f1 white bishop · h1 white rook | a8 black rook · c8 black bishop · d8 black queen · e8 black king · f8 black bishop · g8 black knight · h8 black rook · a7 black pawn · b7 black pawn · c7 black pawn · d7 black pawn · g7 black pawn · h7 black pawn · c6 black knight · e5 white knight · d4 white pawn · e4 black pawn · c3 white pawn · a2 white pawn · b2 white pawn · f2 white pawn · g2 white pawn · h2 white pawn · a1 white rook · b1 white knight · c1 white bishop · d1 white queen · e1 white king · f1 white bishop · h1 white rook | a8 black rook · c8 black bishop · d8 black queen · e8 black king · f8 black bishop · g8 black knight · h8 black rook · a7 black pawn · b7 black pawn · c7 black pawn · d7 black pawn · g7 black pawn · h7 black pawn · c6 black knight · e5 white knight · d4 white pawn · e4 black pawn · c3 white pawn · a2 white pawn · b2 white pawn · f2 white pawn · g2 white pawn · h2 white pawn · a1 white rook · b1 white knight · c1 white bishop · d1 white queen · e1 white king · f1 white bishop · h1 white rook | a8 black rook · c8 black bishop · d8 black queen · e8 black king · f8 black bishop · g8 black knight · h8 black rook · a7 black pawn · b7 black pawn · c7 black pawn · d7 black pawn · g7 black pawn · h7 black pawn · c6 black knight · e5 white knight · d4 white pawn · e4 black pawn · c3 white pawn · a2 white pawn · b2 white pawn · f2 white pawn · g2 white pawn · h2 white pawn · a1 white rook · b1 white knight · c1 white bishop · d1 white queen · e1 white king · f1 white bishop · h1 white rook | a8 black rook · c8 black bishop · d8 black queen · e8 black king · f8 black bishop · g8 black knight · h8 black rook · a7 black pawn · b7 black pawn · c7 black pawn · d7 black pawn · g7 black pawn · h7 black pawn · c6 black knight · e5 white knight · d4 white pawn · e4 black pawn · c3 white pawn · a2 white pawn · b2 white pawn · f2 white pawn · g2 white pawn · h2 white pawn · a1 white rook · b1 white knight · c1 white bishop · d1 white queen · e1 white king · f1 white bishop · h1 white rook | a8 black rook · c8 black bishop · d8 black queen · e8 black king · f8 black bishop · g8 black knight · h8 black rook · a7 black pawn · b7 black pawn · c7 black pawn · d7 black pawn · g7 black pawn · h7 black pawn · c6 black knight · e5 white knight · d4 white pawn · e4 black pawn · c3 white pawn · a2 white pawn · b2 white pawn · f2 white pawn · g2 white pawn · h2 white pawn · a1 white rook · b1 white knight · c1 white bishop · d1 white queen · e1 white king · f1 white bishop · h1 white rook | 8 |
| 7 | a8 black rook · c8 black bishop · d8 black queen · e8 black king · f8 black bishop · g8 black knight · h8 black rook · a7 black pawn · b7 black pawn · c7 black pawn · d7 black pawn · g7 black pawn · h7 black pawn · c6 black knight · e5 white knight · d4 white pawn · e4 black pawn · c3 white pawn · a2 white pawn · b2 white pawn · f2 white pawn · g2 white pawn · h2 white pawn · a1 white rook · b1 white knight · c1 white bishop · d1 white queen · e1 white king · f1 white bishop · h1 white rook | a8 black rook · c8 black bishop · d8 black queen · e8 black king · f8 black bishop · g8 black knight · h8 black rook · a7 black pawn · b7 black pawn · c7 black pawn · d7 black pawn · g7 black pawn · h7 black pawn · c6 black knight · e5 white knight · d4 white pawn · e4 black pawn · c3 white pawn · a2 white pawn · b2 white pawn · f2 white pawn · g2 white pawn · h2 white pawn · a1 white rook · b1 white knight · c1 white bishop · d1 white queen · e1 white king · f1 white bishop · h1 white rook | a8 black rook · c8 black bishop · d8 black queen · e8 black king · f8 black bishop · g8 black knight · h8 black rook · a7 black pawn · b7 black pawn · c7 black pawn · d7 black pawn · g7 black pawn · h7 black pawn · c6 black knight · e5 white knight · d4 white pawn · e4 black pawn · c3 white pawn · a2 white pawn · b2 white pawn · f2 white pawn · g2 white pawn · h2 white pawn · a1 white rook · b1 white knight · c1 white bishop · d1 white queen · e1 white king · f1 white bishop · h1 white rook | a8 black rook · c8 black bishop · d8 black queen · e8 black king · f8 black bishop · g8 black knight · h8 black rook · a7 black pawn · b7 black pawn · c7 black pawn · d7 black pawn · g7 black pawn · h7 black pawn · c6 black knight · e5 white knight · d4 white pawn · e4 black pawn · c3 white pawn · a2 white pawn · b2 white pawn · f2 white pawn · g2 white pawn · h2 white pawn · a1 white rook · b1 white knight · c1 white bishop · d1 white queen · e1 white king · f1 white bishop · h1 white rook | a8 black rook · c8 black bishop · d8 black queen · e8 black king · f8 black bishop · g8 black knight · h8 black rook · a7 black pawn · b7 black pawn · c7 black pawn · d7 black pawn · g7 black pawn · h7 black pawn · c6 black knight · e5 white knight · d4 white pawn · e4 black pawn · c3 white pawn · a2 white pawn · b2 white pawn · f2 white pawn · g2 white pawn · h2 white pawn · a1 white rook · b1 white knight · c1 white bishop · d1 white queen · e1 white king · f1 white bishop · h1 white rook | a8 black rook · c8 black bishop · d8 black queen · e8 black king · f8 black bishop · g8 black knight · h8 black rook · a7 black pawn · b7 black pawn · c7 black pawn · d7 black pawn · g7 black pawn · h7 black pawn · c6 black knight · e5 white knight · d4 white pawn · e4 black pawn · c3 white pawn · a2 white pawn · b2 white pawn · f2 white pawn · g2 white pawn · h2 white pawn · a1 white rook · b1 white knight · c1 white bishop · d1 white queen · e1 white king · f1 white bishop · h1 white rook | a8 black rook · c8 black bishop · d8 black queen · e8 black king · f8 black bishop · g8 black knight · h8 black rook · a7 black pawn · b7 black pawn · c7 black pawn · d7 black pawn · g7 black pawn · h7 black pawn · c6 black knight · e5 white knight · d4 white pawn · e4 black pawn · c3 white pawn · a2 white pawn · b2 white pawn · f2 white pawn · g2 white pawn · h2 white pawn · a1 white rook · b1 white knight · c1 white bishop · d1 white queen · e1 white king · f1 white bishop · h1 white rook | a8 black rook · c8 black bishop · d8 black queen · e8 black king · f8 black bishop · g8 black knight · h8 black rook · a7 black pawn · b7 black pawn · c7 black pawn · d7 black pawn · g7 black pawn · h7 black pawn · c6 black knight · e5 white knight · d4 white pawn · e4 black pawn · c3 white pawn · a2 white pawn · b2 white pawn · f2 white pawn · g2 white pawn · h2 white pawn · a1 white rook · b1 white knight · c1 white bishop · d1 white queen · e1 white king · f1 white bishop · h1 white rook | 7 |
| 6 | a8 black rook · c8 black bishop · d8 black queen · e8 black king · f8 black bishop · g8 black knight · h8 black rook · a7 black pawn · b7 black pawn · c7 black pawn · d7 black pawn · g7 black pawn · h7 black pawn · c6 black knight · e5 white knight · d4 white pawn · e4 black pawn · c3 white pawn · a2 white pawn · b2 white pawn · f2 white pawn · g2 white pawn · h2 white pawn · a1 white rook · b1 white knight · c1 white bishop · d1 white queen · e1 white king · f1 white bishop · h1 white rook | a8 black rook · c8 black bishop · d8 black queen · e8 black king · f8 black bishop · g8 black knight · h8 black rook · a7 black pawn · b7 black pawn · c7 black pawn · d7 black pawn · g7 black pawn · h7 black pawn · c6 black knight · e5 white knight · d4 white pawn · e4 black pawn · c3 white pawn · a2 white pawn · b2 white pawn · f2 white pawn · g2 white pawn · h2 white pawn · a1 white rook · b1 white knight · c1 white bishop · d1 white queen · e1 white king · f1 white bishop · h1 white rook | a8 black rook · c8 black bishop · d8 black queen · e8 black king · f8 black bishop · g8 black knight · h8 black rook · a7 black pawn · b7 black pawn · c7 black pawn · d7 black pawn · g7 black pawn · h7 black pawn · c6 black knight · e5 white knight · d4 white pawn · e4 black pawn · c3 white pawn · a2 white pawn · b2 white pawn · f2 white pawn · g2 white pawn · h2 white pawn · a1 white rook · b1 white knight · c1 white bishop · d1 white queen · e1 white king · f1 white bishop · h1 white rook | a8 black rook · c8 black bishop · d8 black queen · e8 black king · f8 black bishop · g8 black knight · h8 black rook · a7 black pawn · b7 black pawn · c7 black pawn · d7 black pawn · g7 black pawn · h7 black pawn · c6 black knight · e5 white knight · d4 white pawn · e4 black pawn · c3 white pawn · a2 white pawn · b2 white pawn · f2 white pawn · g2 white pawn · h2 white pawn · a1 white rook · b1 white knight · c1 white bishop · d1 white queen · e1 white king · f1 white bishop · h1 white rook | a8 black rook · c8 black bishop · d8 black queen · e8 black king · f8 black bishop · g8 black knight · h8 black rook · a7 black pawn · b7 black pawn · c7 black pawn · d7 black pawn · g7 black pawn · h7 black pawn · c6 black knight · e5 white knight · d4 white pawn · e4 black pawn · c3 white pawn · a2 white pawn · b2 white pawn · f2 white pawn · g2 white pawn · h2 white pawn · a1 white rook · b1 white knight · c1 white bishop · d1 white queen · e1 white king · f1 white bishop · h1 white rook | a8 black rook · c8 black bishop · d8 black queen · e8 black king · f8 black bishop · g8 black knight · h8 black rook · a7 black pawn · b7 black pawn · c7 black pawn · d7 black pawn · g7 black pawn · h7 black pawn · c6 black knight · e5 white knight · d4 white pawn · e4 black pawn · c3 white pawn · a2 white pawn · b2 white pawn · f2 white pawn · g2 white pawn · h2 white pawn · a1 white rook · b1 white knight · c1 white bishop · d1 white queen · e1 white king · f1 white bishop · h1 white rook | a8 black rook · c8 black bishop · d8 black queen · e8 black king · f8 black bishop · g8 black knight · h8 black rook · a7 black pawn · b7 black pawn · c7 black pawn · d7 black pawn · g7 black pawn · h7 black pawn · c6 black knight · e5 white knight · d4 white pawn · e4 black pawn · c3 white pawn · a2 white pawn · b2 white pawn · f2 white pawn · g2 white pawn · h2 white pawn · a1 white rook · b1 white knight · c1 white bishop · d1 white queen · e1 white king · f1 white bishop · h1 white rook | a8 black rook · c8 black bishop · d8 black queen · e8 black king · f8 black bishop · g8 black knight · h8 black rook · a7 black pawn · b7 black pawn · c7 black pawn · d7 black pawn · g7 black pawn · h7 black pawn · c6 black knight · e5 white knight · d4 white pawn · e4 black pawn · c3 white pawn · a2 white pawn · b2 white pawn · f2 white pawn · g2 white pawn · h2 white pawn · a1 white rook · b1 white knight · c1 white bishop · d1 white queen · e1 white king · f1 white bishop · h1 white rook | 6 |
| 5 | a8 black rook · c8 black bishop · d8 black queen · e8 black king · f8 black bishop · g8 black knight · h8 black rook · a7 black pawn · b7 black pawn · c7 black pawn · d7 black pawn · g7 black pawn · h7 black pawn · c6 black knight · e5 white knight · d4 white pawn · e4 black pawn · c3 white pawn · a2 white pawn · b2 white pawn · f2 white pawn · g2 white pawn · h2 white pawn · a1 white rook · b1 white knight · c1 white bishop · d1 white queen · e1 white king · f1 white bishop · h1 white rook | a8 black rook · c8 black bishop · d8 black queen · e8 black king · f8 black bishop · g8 black knight · h8 black rook · a7 black pawn · b7 black pawn · c7 black pawn · d7 black pawn · g7 black pawn · h7 black pawn · c6 black knight · e5 white knight · d4 white pawn · e4 black pawn · c3 white pawn · a2 white pawn · b2 white pawn · f2 white pawn · g2 white pawn · h2 white pawn · a1 white rook · b1 white knight · c1 white bishop · d1 white queen · e1 white king · f1 white bishop · h1 white rook | a8 black rook · c8 black bishop · d8 black queen · e8 black king · f8 black bishop · g8 black knight · h8 black rook · a7 black pawn · b7 black pawn · c7 black pawn · d7 black pawn · g7 black pawn · h7 black pawn · c6 black knight · e5 white knight · d4 white pawn · e4 black pawn · c3 white pawn · a2 white pawn · b2 white pawn · f2 white pawn · g2 white pawn · h2 white pawn · a1 white rook · b1 white knight · c1 white bishop · d1 white queen · e1 white king · f1 white bishop · h1 white rook | a8 black rook · c8 black bishop · d8 black queen · e8 black king · f8 black bishop · g8 black knight · h8 black rook · a7 black pawn · b7 black pawn · c7 black pawn · d7 black pawn · g7 black pawn · h7 black pawn · c6 black knight · e5 white knight · d4 white pawn · e4 black pawn · c3 white pawn · a2 white pawn · b2 white pawn · f2 white pawn · g2 white pawn · h2 white pawn · a1 white rook · b1 white knight · c1 white bishop · d1 white queen · e1 white king · f1 white bishop · h1 white rook | a8 black rook · c8 black bishop · d8 black queen · e8 black king · f8 black bishop · g8 black knight · h8 black rook · a7 black pawn · b7 black pawn · c7 black pawn · d7 black pawn · g7 black pawn · h7 black pawn · c6 black knight · e5 white knight · d4 white pawn · e4 black pawn · c3 white pawn · a2 white pawn · b2 white pawn · f2 white pawn · g2 white pawn · h2 white pawn · a1 white rook · b1 white knight · c1 white bishop · d1 white queen · e1 white king · f1 white bishop · h1 white rook | a8 black rook · c8 black bishop · d8 black queen · e8 black king · f8 black bishop · g8 black knight · h8 black rook · a7 black pawn · b7 black pawn · c7 black pawn · d7 black pawn · g7 black pawn · h7 black pawn · c6 black knight · e5 white knight · d4 white pawn · e4 black pawn · c3 white pawn · a2 white pawn · b2 white pawn · f2 white pawn · g2 white pawn · h2 white pawn · a1 white rook · b1 white knight · c1 white bishop · d1 white queen · e1 white king · f1 white bishop · h1 white rook | a8 black rook · c8 black bishop · d8 black queen · e8 black king · f8 black bishop · g8 black knight · h8 black rook · a7 black pawn · b7 black pawn · c7 black pawn · d7 black pawn · g7 black pawn · h7 black pawn · c6 black knight · e5 white knight · d4 white pawn · e4 black pawn · c3 white pawn · a2 white pawn · b2 white pawn · f2 white pawn · g2 white pawn · h2 white pawn · a1 white rook · b1 white knight · c1 white bishop · d1 white queen · e1 white king · f1 white bishop · h1 white rook | a8 black rook · c8 black bishop · d8 black queen · e8 black king · f8 black bishop · g8 black knight · h8 black rook · a7 black pawn · b7 black pawn · c7 black pawn · d7 black pawn · g7 black pawn · h7 black pawn · c6 black knight · e5 white knight · d4 white pawn · e4 black pawn · c3 white pawn · a2 white pawn · b2 white pawn · f2 white pawn · g2 white pawn · h2 white pawn · a1 white rook · b1 white knight · c1 white bishop · d1 white queen · e1 white king · f1 white bishop · h1 white rook | 5 |
| 4 | a8 black rook · c8 black bishop · d8 black queen · e8 black king · f8 black bishop · g8 black knight · h8 black rook · a7 black pawn · b7 black pawn · c7 black pawn · d7 black pawn · g7 black pawn · h7 black pawn · c6 black knight · e5 white knight · d4 white pawn · e4 black pawn · c3 white pawn · a2 white pawn · b2 white pawn · f2 white pawn · g2 white pawn · h2 white pawn · a1 white rook · b1 white knight · c1 white bishop · d1 white queen · e1 white king · f1 white bishop · h1 white rook | a8 black rook · c8 black bishop · d8 black queen · e8 black king · f8 black bishop · g8 black knight · h8 black rook · a7 black pawn · b7 black pawn · c7 black pawn · d7 black pawn · g7 black pawn · h7 black pawn · c6 black knight · e5 white knight · d4 white pawn · e4 black pawn · c3 white pawn · a2 white pawn · b2 white pawn · f2 white pawn · g2 white pawn · h2 white pawn · a1 white rook · b1 white knight · c1 white bishop · d1 white queen · e1 white king · f1 white bishop · h1 white rook | a8 black rook · c8 black bishop · d8 black queen · e8 black king · f8 black bishop · g8 black knight · h8 black rook · a7 black pawn · b7 black pawn · c7 black pawn · d7 black pawn · g7 black pawn · h7 black pawn · c6 black knight · e5 white knight · d4 white pawn · e4 black pawn · c3 white pawn · a2 white pawn · b2 white pawn · f2 white pawn · g2 white pawn · h2 white pawn · a1 white rook · b1 white knight · c1 white bishop · d1 white queen · e1 white king · f1 white bishop · h1 white rook | a8 black rook · c8 black bishop · d8 black queen · e8 black king · f8 black bishop · g8 black knight · h8 black rook · a7 black pawn · b7 black pawn · c7 black pawn · d7 black pawn · g7 black pawn · h7 black pawn · c6 black knight · e5 white knight · d4 white pawn · e4 black pawn · c3 white pawn · a2 white pawn · b2 white pawn · f2 white pawn · g2 white pawn · h2 white pawn · a1 white rook · b1 white knight · c1 white bishop · d1 white queen · e1 white king · f1 white bishop · h1 white rook | a8 black rook · c8 black bishop · d8 black queen · e8 black king · f8 black bishop · g8 black knight · h8 black rook · a7 black pawn · b7 black pawn · c7 black pawn · d7 black pawn · g7 black pawn · h7 black pawn · c6 black knight · e5 white knight · d4 white pawn · e4 black pawn · c3 white pawn · a2 white pawn · b2 white pawn · f2 white pawn · g2 white pawn · h2 white pawn · a1 white rook · b1 white knight · c1 white bishop · d1 white queen · e1 white king · f1 white bishop · h1 white rook | a8 black rook · c8 black bishop · d8 black queen · e8 black king · f8 black bishop · g8 black knight · h8 black rook · a7 black pawn · b7 black pawn · c7 black pawn · d7 black pawn · g7 black pawn · h7 black pawn · c6 black knight · e5 white knight · d4 white pawn · e4 black pawn · c3 white pawn · a2 white pawn · b2 white pawn · f2 white pawn · g2 white pawn · h2 white pawn · a1 white rook · b1 white knight · c1 white bishop · d1 white queen · e1 white king · f1 white bishop · h1 white rook | a8 black rook · c8 black bishop · d8 black queen · e8 black king · f8 black bishop · g8 black knight · h8 black rook · a7 black pawn · b7 black pawn · c7 black pawn · d7 black pawn · g7 black pawn · h7 black pawn · c6 black knight · e5 white knight · d4 white pawn · e4 black pawn · c3 white pawn · a2 white pawn · b2 white pawn · f2 white pawn · g2 white pawn · h2 white pawn · a1 white rook · b1 white knight · c1 white bishop · d1 white queen · e1 white king · f1 white bishop · h1 white rook | a8 black rook · c8 black bishop · d8 black queen · e8 black king · f8 black bishop · g8 black knight · h8 black rook · a7 black pawn · b7 black pawn · c7 black pawn · d7 black pawn · g7 black pawn · h7 black pawn · c6 black knight · e5 white knight · d4 white pawn · e4 black pawn · c3 white pawn · a2 white pawn · b2 white pawn · f2 white pawn · g2 white pawn · h2 white pawn · a1 white rook · b1 white knight · c1 white bishop · d1 white queen · e1 white king · f1 white bishop · h1 white rook | 4 |
| 3 | a8 black rook · c8 black bishop · d8 black queen · e8 black king · f8 black bishop · g8 black knight · h8 black rook · a7 black pawn · b7 black pawn · c7 black pawn · d7 black pawn · g7 black pawn · h7 black pawn · c6 black knight · e5 white knight · d4 white pawn · e4 black pawn · c3 white pawn · a2 white pawn · b2 white pawn · f2 white pawn · g2 white pawn · h2 white pawn · a1 white rook · b1 white knight · c1 white bishop · d1 white queen · e1 white king · f1 white bishop · h1 white rook | a8 black rook · c8 black bishop · d8 black queen · e8 black king · f8 black bishop · g8 black knight · h8 black rook · a7 black pawn · b7 black pawn · c7 black pawn · d7 black pawn · g7 black pawn · h7 black pawn · c6 black knight · e5 white knight · d4 white pawn · e4 black pawn · c3 white pawn · a2 white pawn · b2 white pawn · f2 white pawn · g2 white pawn · h2 white pawn · a1 white rook · b1 white knight · c1 white bishop · d1 white queen · e1 white king · f1 white bishop · h1 white rook | a8 black rook · c8 black bishop · d8 black queen · e8 black king · f8 black bishop · g8 black knight · h8 black rook · a7 black pawn · b7 black pawn · c7 black pawn · d7 black pawn · g7 black pawn · h7 black pawn · c6 black knight · e5 white knight · d4 white pawn · e4 black pawn · c3 white pawn · a2 white pawn · b2 white pawn · f2 white pawn · g2 white pawn · h2 white pawn · a1 white rook · b1 white knight · c1 white bishop · d1 white queen · e1 white king · f1 white bishop · h1 white rook | a8 black rook · c8 black bishop · d8 black queen · e8 black king · f8 black bishop · g8 black knight · h8 black rook · a7 black pawn · b7 black pawn · c7 black pawn · d7 black pawn · g7 black pawn · h7 black pawn · c6 black knight · e5 white knight · d4 white pawn · e4 black pawn · c3 white pawn · a2 white pawn · b2 white pawn · f2 white pawn · g2 white pawn · h2 white pawn · a1 white rook · b1 white knight · c1 white bishop · d1 white queen · e1 white king · f1 white bishop · h1 white rook | a8 black rook · c8 black bishop · d8 black queen · e8 black king · f8 black bishop · g8 black knight · h8 black rook · a7 black pawn · b7 black pawn · c7 black pawn · d7 black pawn · g7 black pawn · h7 black pawn · c6 black knight · e5 white knight · d4 white pawn · e4 black pawn · c3 white pawn · a2 white pawn · b2 white pawn · f2 white pawn · g2 white pawn · h2 white pawn · a1 white rook · b1 white knight · c1 white bishop · d1 white queen · e1 white king · f1 white bishop · h1 white rook | a8 black rook · c8 black bishop · d8 black queen · e8 black king · f8 black bishop · g8 black knight · h8 black rook · a7 black pawn · b7 black pawn · c7 black pawn · d7 black pawn · g7 black pawn · h7 black pawn · c6 black knight · e5 white knight · d4 white pawn · e4 black pawn · c3 white pawn · a2 white pawn · b2 white pawn · f2 white pawn · g2 white pawn · h2 white pawn · a1 white rook · b1 white knight · c1 white bishop · d1 white queen · e1 white king · f1 white bishop · h1 white rook | a8 black rook · c8 black bishop · d8 black queen · e8 black king · f8 black bishop · g8 black knight · h8 black rook · a7 black pawn · b7 black pawn · c7 black pawn · d7 black pawn · g7 black pawn · h7 black pawn · c6 black knight · e5 white knight · d4 white pawn · e4 black pawn · c3 white pawn · a2 white pawn · b2 white pawn · f2 white pawn · g2 white pawn · h2 white pawn · a1 white rook · b1 white knight · c1 white bishop · d1 white queen · e1 white king · f1 white bishop · h1 white rook | a8 black rook · c8 black bishop · d8 black queen · e8 black king · f8 black bishop · g8 black knight · h8 black rook · a7 black pawn · b7 black pawn · c7 black pawn · d7 black pawn · g7 black pawn · h7 black pawn · c6 black knight · e5 white knight · d4 white pawn · e4 black pawn · c3 white pawn · a2 white pawn · b2 white pawn · f2 white pawn · g2 white pawn · h2 white pawn · a1 white rook · b1 white knight · c1 white bishop · d1 white queen · e1 white king · f1 white bishop · h1 white rook | 3 |
| 2 | a8 black rook · c8 black bishop · d8 black queen · e8 black king · f8 black bishop · g8 black knight · h8 black rook · a7 black pawn · b7 black pawn · c7 black pawn · d7 black pawn · g7 black pawn · h7 black pawn · c6 black knight · e5 white knight · d4 white pawn · e4 black pawn · c3 white pawn · a2 white pawn · b2 white pawn · f2 white pawn · g2 white pawn · h2 white pawn · a1 white rook · b1 white knight · c1 white bishop · d1 white queen · e1 white king · f1 white bishop · h1 white rook | a8 black rook · c8 black bishop · d8 black queen · e8 black king · f8 black bishop · g8 black knight · h8 black rook · a7 black pawn · b7 black pawn · c7 black pawn · d7 black pawn · g7 black pawn · h7 black pawn · c6 black knight · e5 white knight · d4 white pawn · e4 black pawn · c3 white pawn · a2 white pawn · b2 white pawn · f2 white pawn · g2 white pawn · h2 white pawn · a1 white rook · b1 white knight · c1 white bishop · d1 white queen · e1 white king · f1 white bishop · h1 white rook | a8 black rook · c8 black bishop · d8 black queen · e8 black king · f8 black bishop · g8 black knight · h8 black rook · a7 black pawn · b7 black pawn · c7 black pawn · d7 black pawn · g7 black pawn · h7 black pawn · c6 black knight · e5 white knight · d4 white pawn · e4 black pawn · c3 white pawn · a2 white pawn · b2 white pawn · f2 white pawn · g2 white pawn · h2 white pawn · a1 white rook · b1 white knight · c1 white bishop · d1 white queen · e1 white king · f1 white bishop · h1 white rook | a8 black rook · c8 black bishop · d8 black queen · e8 black king · f8 black bishop · g8 black knight · h8 black rook · a7 black pawn · b7 black pawn · c7 black pawn · d7 black pawn · g7 black pawn · h7 black pawn · c6 black knight · e5 white knight · d4 white pawn · e4 black pawn · c3 white pawn · a2 white pawn · b2 white pawn · f2 white pawn · g2 white pawn · h2 white pawn · a1 white rook · b1 white knight · c1 white bishop · d1 white queen · e1 white king · f1 white bishop · h1 white rook | a8 black rook · c8 black bishop · d8 black queen · e8 black king · f8 black bishop · g8 black knight · h8 black rook · a7 black pawn · b7 black pawn · c7 black pawn · d7 black pawn · g7 black pawn · h7 black pawn · c6 black knight · e5 white knight · d4 white pawn · e4 black pawn · c3 white pawn · a2 white pawn · b2 white pawn · f2 white pawn · g2 white pawn · h2 white pawn · a1 white rook · b1 white knight · c1 white bishop · d1 white queen · e1 white king · f1 white bishop · h1 white rook | a8 black rook · c8 black bishop · d8 black queen · e8 black king · f8 black bishop · g8 black knight · h8 black rook · a7 black pawn · b7 black pawn · c7 black pawn · d7 black pawn · g7 black pawn · h7 black pawn · c6 black knight · e5 white knight · d4 white pawn · e4 black pawn · c3 white pawn · a2 white pawn · b2 white pawn · f2 white pawn · g2 white pawn · h2 white pawn · a1 white rook · b1 white knight · c1 white bishop · d1 white queen · e1 white king · f1 white bishop · h1 white rook | a8 black rook · c8 black bishop · d8 black queen · e8 black king · f8 black bishop · g8 black knight · h8 black rook · a7 black pawn · b7 black pawn · c7 black pawn · d7 black pawn · g7 black pawn · h7 black pawn · c6 black knight · e5 white knight · d4 white pawn · e4 black pawn · c3 white pawn · a2 white pawn · b2 white pawn · f2 white pawn · g2 white pawn · h2 white pawn · a1 white rook · b1 white knight · c1 white bishop · d1 white queen · e1 white king · f1 white bishop · h1 white rook | a8 black rook · c8 black bishop · d8 black queen · e8 black king · f8 black bishop · g8 black knight · h8 black rook · a7 black pawn · b7 black pawn · c7 black pawn · d7 black pawn · g7 black pawn · h7 black pawn · c6 black knight · e5 white knight · d4 white pawn · e4 black pawn · c3 white pawn · a2 white pawn · b2 white pawn · f2 white pawn · g2 white pawn · h2 white pawn · a1 white rook · b1 white knight · c1 white bishop · d1 white queen · e1 white king · f1 white bishop · h1 white rook | 2 |
| 1 | a8 black rook · c8 black bishop · d8 black queen · e8 black king · f8 black bishop · g8 black knight · h8 black rook · a7 black pawn · b7 black pawn · c7 black pawn · d7 black pawn · g7 black pawn · h7 black pawn · c6 black knight · e5 white knight · d4 white pawn · e4 black pawn · c3 white pawn · a2 white pawn · b2 white pawn · f2 white pawn · g2 white pawn · h2 white pawn · a1 white rook · b1 white knight · c1 white bishop · d1 white queen · e1 white king · f1 white bishop · h1 white rook | a8 black rook · c8 black bishop · d8 black queen · e8 black king · f8 black bishop · g8 black knight · h8 black rook · a7 black pawn · b7 black pawn · c7 black pawn · d7 black pawn · g7 black pawn · h7 black pawn · c6 black knight · e5 white knight · d4 white pawn · e4 black pawn · c3 white pawn · a2 white pawn · b2 white pawn · f2 white pawn · g2 white pawn · h2 white pawn · a1 white rook · b1 white knight · c1 white bishop · d1 white queen · e1 white king · f1 white bishop · h1 white rook | a8 black rook · c8 black bishop · d8 black queen · e8 black king · f8 black bishop · g8 black knight · h8 black rook · a7 black pawn · b7 black pawn · c7 black pawn · d7 black pawn · g7 black pawn · h7 black pawn · c6 black knight · e5 white knight · d4 white pawn · e4 black pawn · c3 white pawn · a2 white pawn · b2 white pawn · f2 white pawn · g2 white pawn · h2 white pawn · a1 white rook · b1 white knight · c1 white bishop · d1 white queen · e1 white king · f1 white bishop · h1 white rook | a8 black rook · c8 black bishop · d8 black queen · e8 black king · f8 black bishop · g8 black knight · h8 black rook · a7 black pawn · b7 black pawn · c7 black pawn · d7 black pawn · g7 black pawn · h7 black pawn · c6 black knight · e5 white knight · d4 white pawn · e4 black pawn · c3 white pawn · a2 white pawn · b2 white pawn · f2 white pawn · g2 white pawn · h2 white pawn · a1 white rook · b1 white knight · c1 white bishop · d1 white queen · e1 white king · f1 white bishop · h1 white rook | a8 black rook · c8 black bishop · d8 black queen · e8 black king · f8 black bishop · g8 black knight · h8 black rook · a7 black pawn · b7 black pawn · c7 black pawn · d7 black pawn · g7 black pawn · h7 black pawn · c6 black knight · e5 white knight · d4 white pawn · e4 black pawn · c3 white pawn · a2 white pawn · b2 white pawn · f2 white pawn · g2 white pawn · h2 white pawn · a1 white rook · b1 white knight · c1 white bishop · d1 white queen · e1 white king · f1 white bishop · h1 white rook | a8 black rook · c8 black bishop · d8 black queen · e8 black king · f8 black bishop · g8 black knight · h8 black rook · a7 black pawn · b7 black pawn · c7 black pawn · d7 black pawn · g7 black pawn · h7 black pawn · c6 black knight · e5 white knight · d4 white pawn · e4 black pawn · c3 white pawn · a2 white pawn · b2 white pawn · f2 white pawn · g2 white pawn · h2 white pawn · a1 white rook · b1 white knight · c1 white bishop · d1 white queen · e1 white king · f1 white bishop · h1 white rook | a8 black rook · c8 black bishop · d8 black queen · e8 black king · f8 black bishop · g8 black knight · h8 black rook · a7 black pawn · b7 black pawn · c7 black pawn · d7 black pawn · g7 black pawn · h7 black pawn · c6 black knight · e5 white knight · d4 white pawn · e4 black pawn · c3 white pawn · a2 white pawn · b2 white pawn · f2 white pawn · g2 white pawn · h2 white pawn · a1 white rook · b1 white knight · c1 white bishop · d1 white queen · e1 white king · f1 white bishop · h1 white rook | a8 black rook · c8 black bishop · d8 black queen · e8 black king · f8 black bishop · g8 black knight · h8 black rook · a7 black pawn · b7 black pawn · c7 black pawn · d7 black pawn · g7 black pawn · h7 black pawn · c6 black knight · e5 white knight · d4 white pawn · e4 black pawn · c3 white pawn · a2 white pawn · b2 white pawn · f2 white pawn · g2 white pawn · h2 white pawn · a1 white rook · b1 white knight · c1 white bishop · d1 white queen · e1 white king · f1 white bishop · h1 white rook | 1 |
|   | a | b | c | d | e | f | g | h |   |

Послије 1. e4 e5 2. Сф3 Сц6 3. ц3 главни наставци су:
- 3. Сф6, Јенишова варијанта сматра се најсигурнијим путем по црнога и вјероватно одвраћа од евентуалних Понцијанијевих посвојитеља јер се постављају положаји у распону од врло хаотичне до досадне пасивности.[4] Бијели наставља са 4. д4, досљедан са 3. ц3.[4]
  - 4. Сxe4 се често наставља са 5. д5 Сe7 (5. Лб8 је такође игриво; црни може да инвестира са скакачем 5. Лц5 6. д:ц6 Л:Ф2+ 7. Ke2 Лб6 8. Дд5 Сф2 9. Тг1 0-0 10. ц:б7 Л:б7 11. Д:б7 Дф6 12. Сa3 e4 13. Сц4 Тaб8 14. Дд5 e:ф3+ 15. г:ф3 Тфe8+ 16. Kд2 Сe4+ 17. ф:e4 Лxг1=[5]) 6. С:e5 Сг6, (не 6. д6 ?? када 7. Лб5+ ! побјеђује материјално[6] а сада или 7. Дд4 Дф6 8. Д:е4 Д:е5, релативно нов покушај 7. Дф3{{#tag:ref|7. Qf3. In M Schäfer vs. S. Van Gisbergen Минстер 1993. игра се наставља 7. Дe7 8. С:г6 х:г6 9. Лe3 Тх5!? (креативан потез који повећава притисак на д5 пјешака) 10. Лд3 Сф6 11. ц4 Дe5 12. Дe2 Лб4+ 13. Сд2 д6 14. 0-0-0 Л:д2+ 15. Д:д2 Kф8 16. Тдe1 (притисак бијелога на е-колону чини његову предност очигледном.) Сг4 17. ф4 Дф6 18. Лг1 г5 19. Тф1 г:ф4 20. Т:ф4 Дх6 21. Лe2 Сe5 22. Л:х5 Д:ф4 (слатка комбинација је смањења, али нажалост за црног, још увијек му остаје тешко играње) 23. Д:ф4 Сд3+ 24. Kд2 С:ф4 25. Лф3 Лф5 26. Лд4 ф6 27. Тф1 Лг6 28. х4 б6 29. г3 Сд3 30. х5 Лх7 31. х6! Сe5 32. Лe2 Тe8 33. a4 ц5 34. д:ц6 С:ц6 35. Л:ф6+ Kг8 38. Лц3 (боље је 35. ц5!) и бијели побјеђује у 52 потеза.[7] или 7. С:г6 х:х6 8. Дe2 Дe7 9. Лф4 д6 10. Сa3 Тх5 11. 0-0-0 Тх5 води до једнакости према MCO-15.[8]
  - 4. e:д4, бијели може играти овај потез водећи у позицију која може прерасти у Герингов гамбит,[4] сусрет са 5. e5 било са 5. Сд5 или 5. Сe4, водећи више до ивичасте игре са 4. С:e4.
- 3. д5, је агресиван одговор, нападујући у центар. Обично би у отварању краљевог пјешака са д5 црни би изгубио темпо послије e:д5 Д:д5 када бијели игра Сц3 напада црну даму.[9] Међутим, овдје је бијели ускраћен за потез Сц3, јер је поље ц3 заузето од стране пјешака.[9]
  - 4. Лб5 сматра се инфериорним у односу на 4. Да4[10] али игра постаје оштрија са шансама на обе стране, иако црни се може појавити са предношћу послије 4. д:e4! 5. С:e5 Дг5! 6. Дa4 Д:г2 7. Тф1 Лх3.[11]
  - 4. Дa4, бијели индиректно пријети e5 пјешаку везујући скакача.[1] Црни може изабрати или да одбрани е5 пјешака са 4. ф6, или 4. Дд6, или ће бити припремљен за жртву пјешака или са 4. Лд7, или 4. Сф6.
    - 4. Лд7, Каро вријанта, убједљива варијанта према Евеу[9] послије 5. e:д5 Сд4 6. Дд1 С:ф3 7. Д:ф3 црни је гамбитовао пјешака са нејасном позициом.[10]
    - 4. Дд6, штити e5 без слабљења пјешачке структуре.[11] Батсфорд шаховска отварања 2 даје узвичник[12] али не помиње одговор на 5. д4, главни потез у каснијем Нуновим шаховским отварањима.[10]
    - 4. Сф6, Леонхардт варијанта. бијели сада може да добија на материјалу са 5. С:e5, са теоријским давањем 5. Лд6 6. С:ц6 б:ц6 7. д3 0-0 8. Лe2 Тe8 са позицијом у којој црни има компензацију за пјешака.[10]
    - 4. ф6, the Штајнцова варијанта, заштита централног e5 пјешака сматра се чврстим и најбољим, али неприродном јер одузима црном скакачу ф6.[9] Линија може се наставити са 5. Лб5 Сгe7 6. e:д5 Д:д5 или са 7. д4 Лд7 или 7. 0-0 Лд7 и са једнаком позицијом.[10]
- 3. ф5, Понцијанијев контрагамбит, агресиван одговор црнога оригинално сугестирано у 18. вијеку од стране италијанског писца, Поницијанија.[4] 1951. Борис Спаски одабира овај контрагамбит против Јакова Естрина.[13] Контрагамбит се сматра бољим за бијелога након 4. д4 ф:е4 5. С:е5 Дф6 6. Сг4 Дг6 7. Лф4[12] или 5. Сф6 6. Лг5.[10]
- 3. Сгe7, необичну Кмох варијанту заговарао је Ханс Комх. Према Реубен Финеу, цитирајући анализу Кмоха, црни изједначава након 4. д4 е:д4 5. Лц4 д5 6. е:д5 С:д5 7. 0-0 Ле7 8. С:д4 С:д4 9. ц:д4 Ле6.[14]
- 3. д6, појачава е5 пјешака и нада се да ће показати да је ц3 непотребан; какогод, сматра се пасивним и не представља бијеломе никакве проблеме. Након 4. Лц4, најчешћи одговори црнога су 4. г6, 4. Ле6 и 4. Лг4.[15]